# Barroco italiano

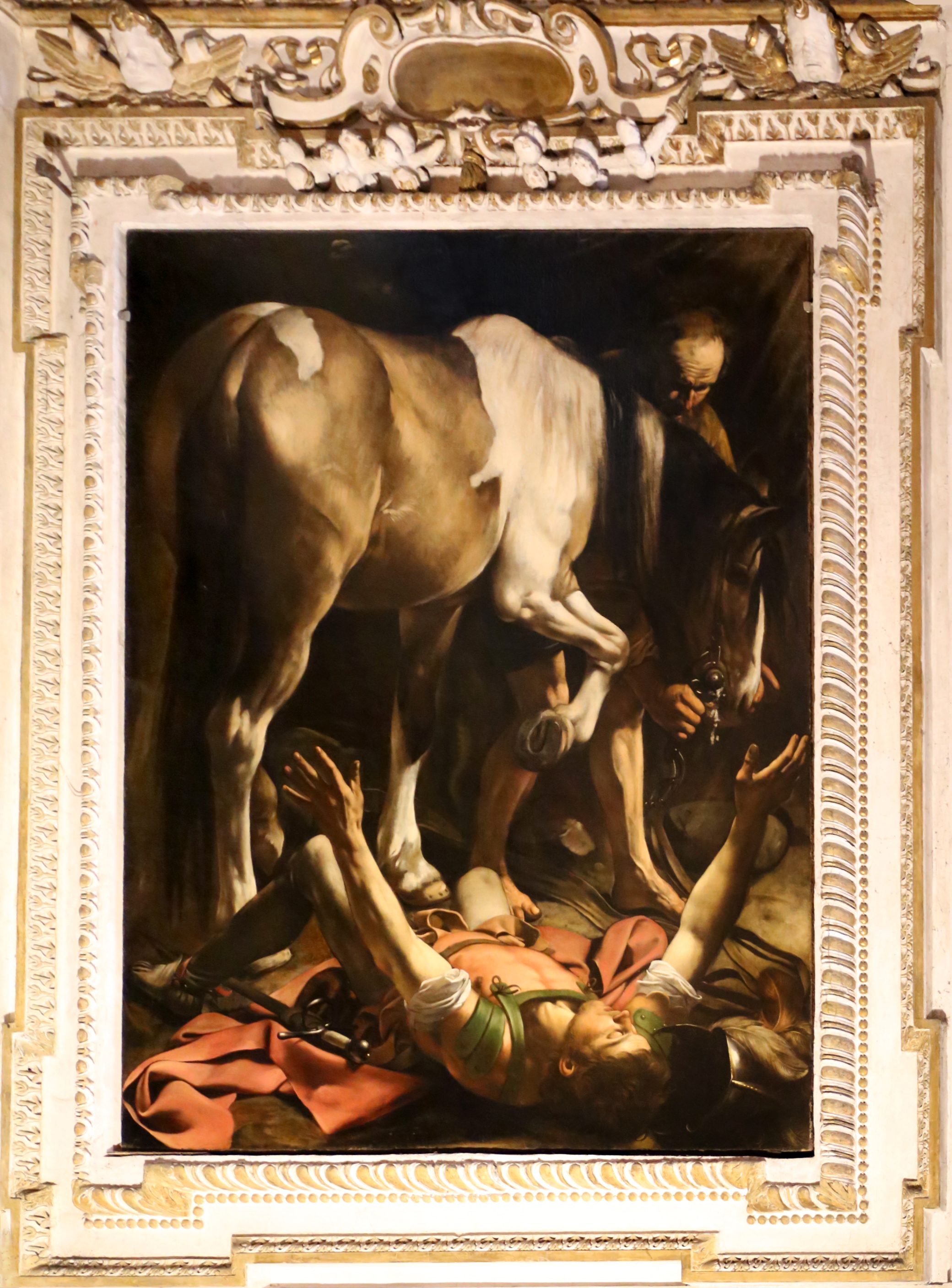
La conversión de San Pablo, de Caravaggio (1601), en su contexto arquitectónico: la Capilla Cerasi de la basílica de Santa María del Popolo (Roma).

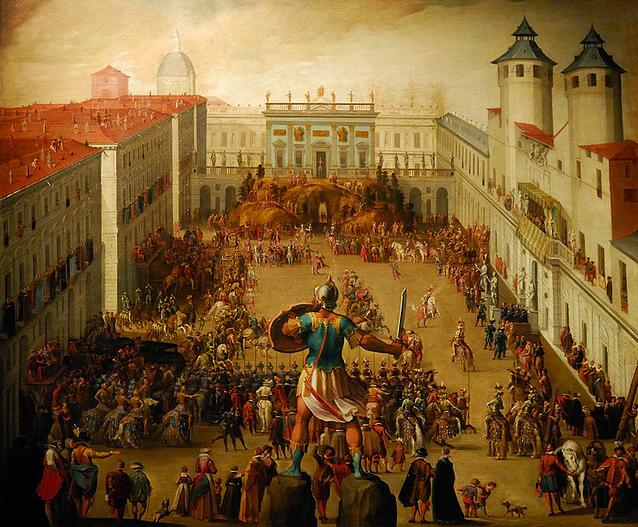
Entrada de Cristina de Francia en Turín en 1619, de Antonio Tempesta. Se muestran la Piazza Castello con las modificaciones urbanísticas de Ascanio Vittozzi.

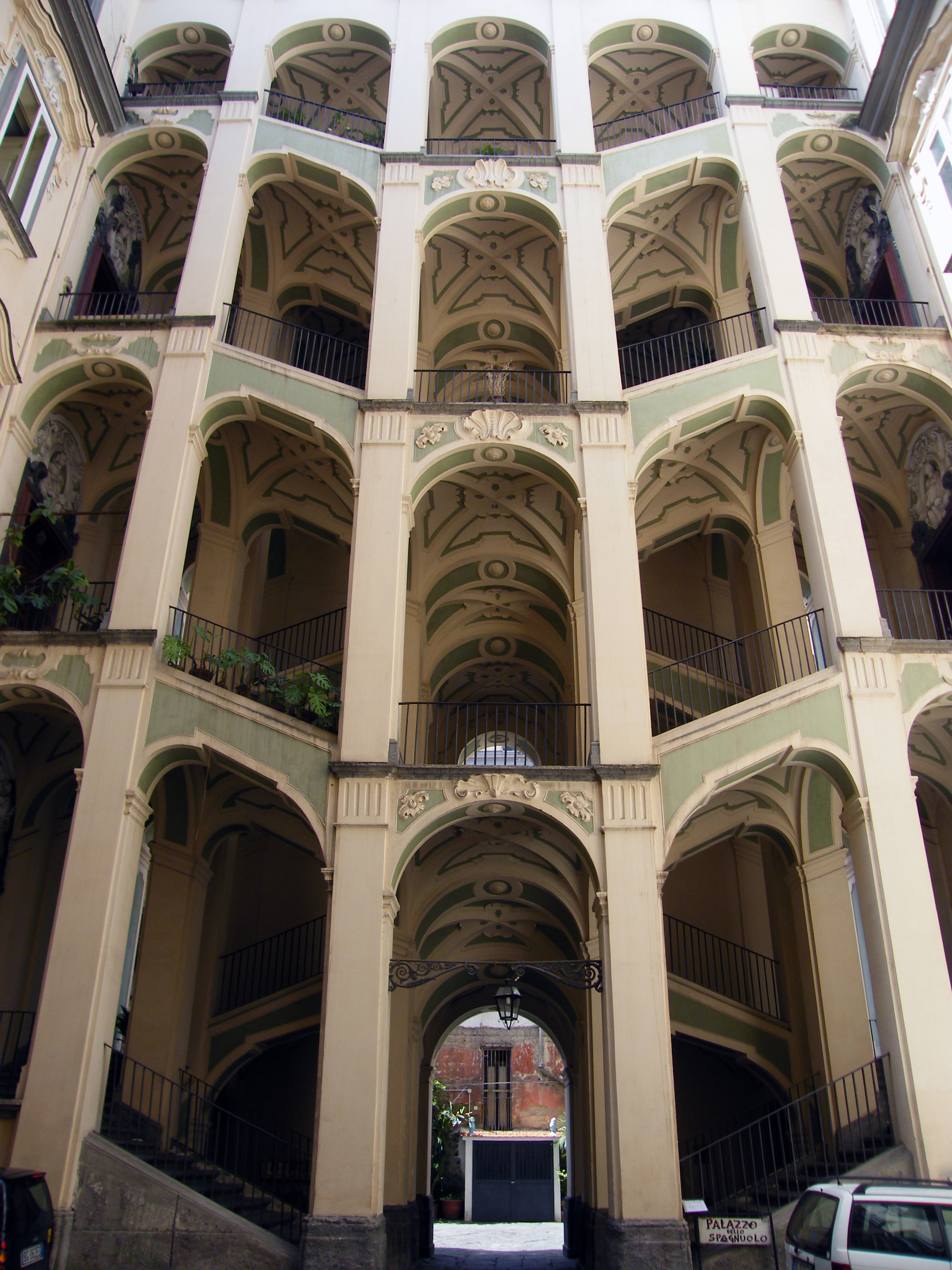
Escalera napolitana en el Palazzo dello Spagnolo, de Ferdinando Sanfelice, 1738.

Barroco italiano (también llamado Seicento) es la denominación historiográfica de la dimensión local en Italia del Barroco, un movimiento cultural con extensión intelectual, literaria y en todos los géneros del arte. Su localización temporal va de finales del siglo XVI (Caravaggio) a mediados del siglo XVIII (Tiépolo). A lo largo del todo el periodo coexiste con el Clasicismo (pintura clasicista, escuela boloñesa en el siglo XVI y XVII, academicismo de la Accademia di San Luca desde 1593, y Neoclasicismo en el siglo XVIII -denominación que se dará al movimiento predominante a partir de la segunda mitad de ese siglo-). Comúnmente se identifica con el siglo XVII o Seicento ("años [mil] seiscientos" en italiano -véase también Duecento, Trecento, Quattrocento y Cinquecento-).

Con el nombre de "Barroco" suele denominarse el arte del siglo XVII. Esta denominación es relativamente moderna: la debemos a Francesco Milizia, que la utiliza, en su Dizionario delle belle arti del disegno (1797), para clasificar a todos aquellos artistas que poseen un estilo contrario al clásico. Lo barroco aparece como lo opuesto al clasicismo: es la desmesura, la confusión, el dinamismo frente a la quietud y la medida frente al orden y la claridad del clasicismo romano.
Valeriano Bozal.

La reacción de la Contrarreforma contra el protestantismo había llegado a su madurez tras el intelectualismo manierista y las normas establecidas en el Concilio de Trento, y buscó la extensión popular en la seducción de los sentidos, más allá de la razón. Se estimuló a los artistas para que produjeron una excitante imaginería, que contrastara con las inclinaciones iconoclastas de la Reforma luterana. Frente a la claridad y nitidez lineal del Clasicismo, el Barroco buscó el retorcimiento y confusión, el contraste, la mezcla de materiales y texturas e incluso la mezcla de las propias artes (pintura, escultura, arquitectura), que se fundían en una verdadera simbiosis. Algunos de los artistas barrocos italianos (Gianlorenzo Bernini, Pietro da Cortona) fueron polifacéticos, destacando en distintas artes, como los genios del Renacimiento.
El mecenazgo papal en Roma fue un caso extremo de diversidad en comparación con las ciudades estado italianas (Barroco turinés —estimulado por la pujante Casa de Saboya—, Barroco veneciano —la última época dorada de la Serenísima República, que continuó la tradición arquitectónica local, y desarrolló en pintura la obra de los mejores vedutisti, como Guardi y Canaletto— y los dominios españoles en Italia (Barroco napolitano —José de Ribera, Luca Giordano—, Barroco siciliano, Seicento lombardo o Barroco milanés -Giulio Cesare Procaccini-). El papa, que es tanto cabeza de la iglesia universal como obispo de Roma y soberano temporal de los Estados Pontificios, controlaba estrechamente la ciudad y su urbanismo, encargando construcciones y programas artísticos. Para 1725, sólo en Roma se habían construido 323 nuevas iglesias, para una población de unos 150,000 habitantes.
En Venecia se imprimía un creciente número de ejemplares de obras devocionales para la demanda del clero y de laicos alfabetizados; que se usaban tanto en el culto como en la devoción privada, recordando constantemente la presencia de la religión en la vida cotidiana.
La revolución científica de Giordano Bruno, Galileo y Torricelli sufría en Italia de altibajos en su aceptación o represión por las autoridades civiles y religiosas; por contraste, en Inglaterra triunfó (Bacon, Newton, Royal Society).
La relación del Clasicismo y Barroco italiano con el Barroco y Clasicismo francés fue muy estrecha (Claudio de Lorena, Nicolas Poussin, Academia Francesa en Roma, 1666); y también fueron muy fructíferos los contactos italianos del Barroco español y el Barroco flamenco (además del asentamiento del valenciano Ribera -lo spagnoleto-, los fecundos viajes a Italia del sevillano Velázquez y el flamenco Rubens -Guilda de Romanistas de Amberes-).

## Literatura

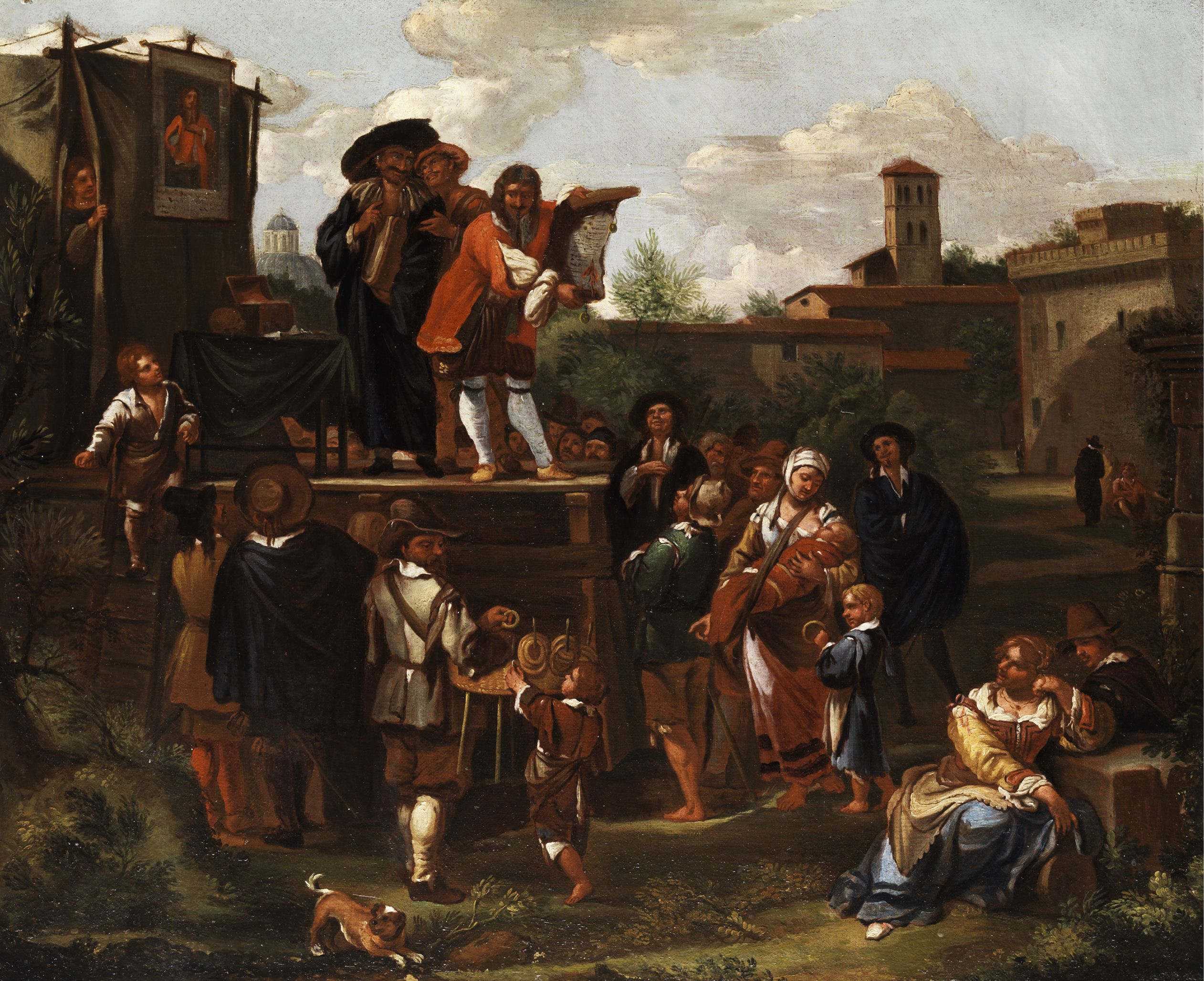
Tablado de la comedia del arte, círculo de los bamboccianti, ca. 1700.

Literatura barroca italiana (literatura barroca, literatura italiana).

## Música
Música barroca italiana (música barroca, música italiana). Gusto italiano (contrapuesto al gusto francés -Concerto nach Italienischem Gusto, de Bach, 1735-)

## Artes plásticas

### Periodización
La periodización del Barroco no es unánime: El "Barroco triunfante", que puede identificarse con el "Barroco decorativo" (Barocco decorativo) de finales del siglo XVII, seguiría al "Barroco pleno" (Barocco pieno) de las décadas centrales del siglo; mientras que, con menos difusión, hay algún uso de "Barroco sobrio" (Barocco sobrio) o incluso del oxímoron "Barroco clasicista" (Barocco classicista) para definir a la tendencia "clasicista" frente a la "naturalista" o "tenebrista" ("Barroco tenebrista" o "naturalista"). Es usual denominar a los periodos barrocos con indicaciones más o menos cronológicas, como "Barroco temprano" o "inicial" (Barocco iniziale, Barocco temprano, Early Baroque) -el de Caravaggio, que tiene su primer gran encargo en 1599, o el de Ribera, que llegó a Nápoles en 1616-, "Barroco pleno" o "alto" (Barocco pieno o Barocco pieno, High Baroque) -el de Bernini, patrocinado por los papas desde 1623 y que fue llamado a la corte francesa en 1665- y "Barroco tardío", "bajo" o "final" (Basso Barocco o Barocco finale, Low o Late Baroque) -el de Luca Giordano, llamado a la corte española entre 1692 y 1702, el de Juvarra, que recorrió Europa desde 1719, o el de Tiepolo, que fue llamado a Madrid en 1761-. El siglo XVIII significó por un lado, el triunfo de un sensual Rococó en los ámbitos privados, y por otro el triunfo del severo academicismo neoclásico en los ámbitos públicos, especialmente a partir del descubrimiento de las ruinas de Herculano (1738) y Pompeya (1748) excavadas por Roque Joaquín de Alcubierre bajo el reinado del Borbón Carlos VII de Nápoles (futuro Carlos III de España) y la publicación de Le Antichità di Ercolano (1757-1792).

Fu propio dal fluttuare delle tante passioni e dei caratteri morali che al '600 si devono i cosiddeti "generi" pittorici; si dovrebbe però parlare, come da altri è stato riconosciuto, di un barocco realista, di un barocco classicista, e di un barocco grandioso e decorativo per aggiudicare ad ogni artist o suela la relativa appartenenza.

### Pintura
Pintura barroca italiana (pintura barroca, pintura italiana).

La Roma de 1630 era sin duda un centro de interés artístico notable. Se vivía en ella la polémica del naturalismo -ya casi vencido en las formulaciones extremas del caravaggismo radical, pero vivo y actuante en círculos menores, como el de los "bambociantes" que no podían menos que interesar a Velázquez- y el clasicismo que representaba la línea romano-boloñesa de Reni y Guercino, enriquecida por la presencia de Poussin. Son los años en que se advierte, en los más dotados artistas vivos en Roma, un interés renacido por Venecia, y un resurgir del estudio de las obras de Tiziano y Veronés que concluirá muy pocos años más tarde por subsumirse en el barroquismo triunfante de un Pietro de Cortona, pero que ahora permite caminar casi al mismo paso, en la común devoción neovéneta, a artistas tan dispares como el propio Cortona, Poussin o Andrea Sacchi.
Alfonso Pérez Sánchez

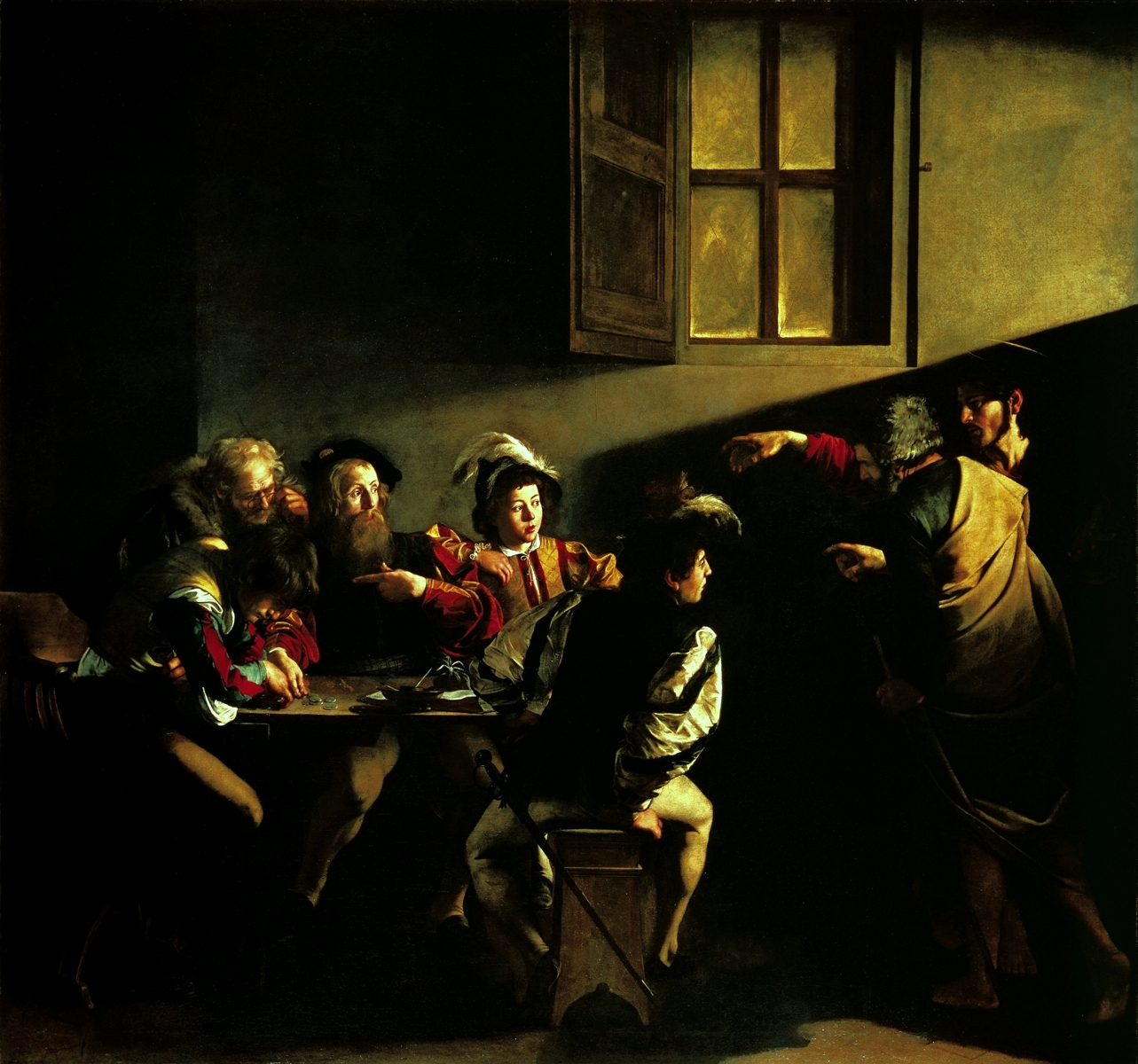
La vocación de San Mateo, Caravaggio, 1599-1600.
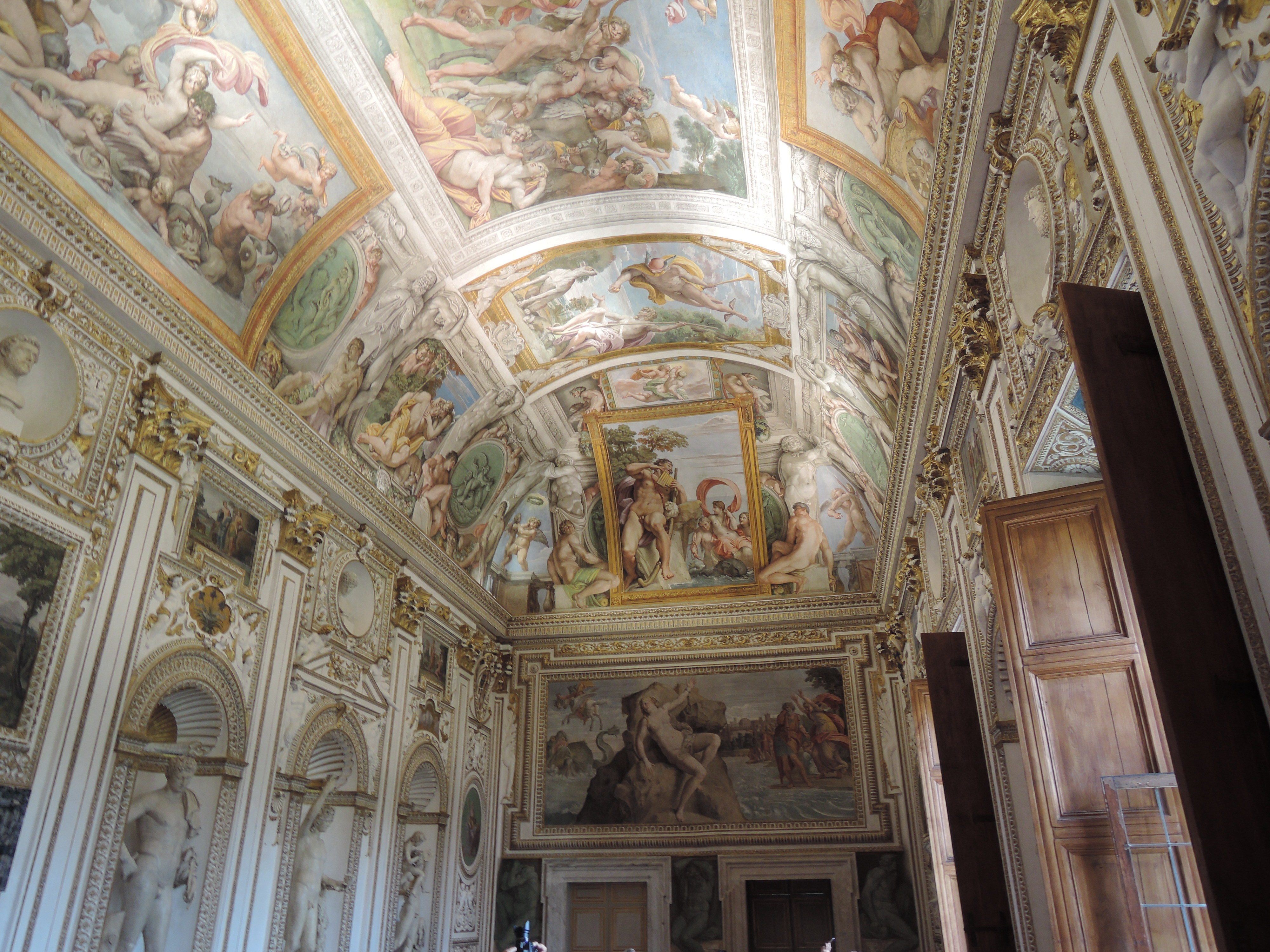
Bóveda de la Galleria Farnese (Palazzo Farnese, Roma), de Annibale Carracci, 1597-1601
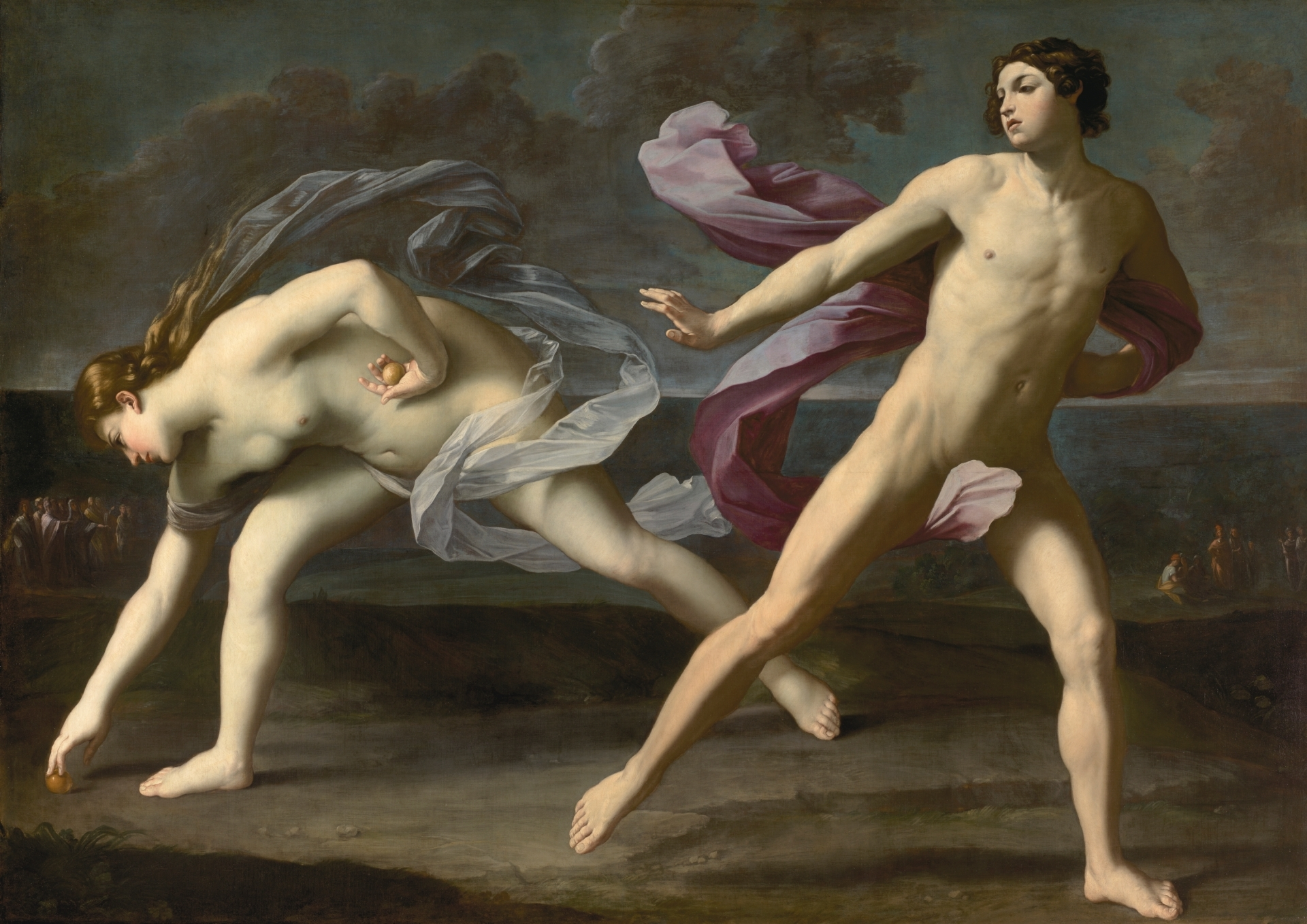
Atalanta e Hipómenes, de Guido Reni, ca. 1620-1625

El final del siglo XVI significó la irrupción del tenebrismo o caravaggismo (seguidores de Caravaggio, como Giovanni Battista Caracciolo, Bartolomeo Manfredi o Artemisia Gentileschi) frente al clasicismo tardo-manierista de la escuela boloñesa (los Carracci, Accademia degli Incamminati, Guercino, Domenichino). Ambas tendencias no eran incompatibles, como demuestra la obra de alguno de los maestros del periodo (caso de Guido Reni).

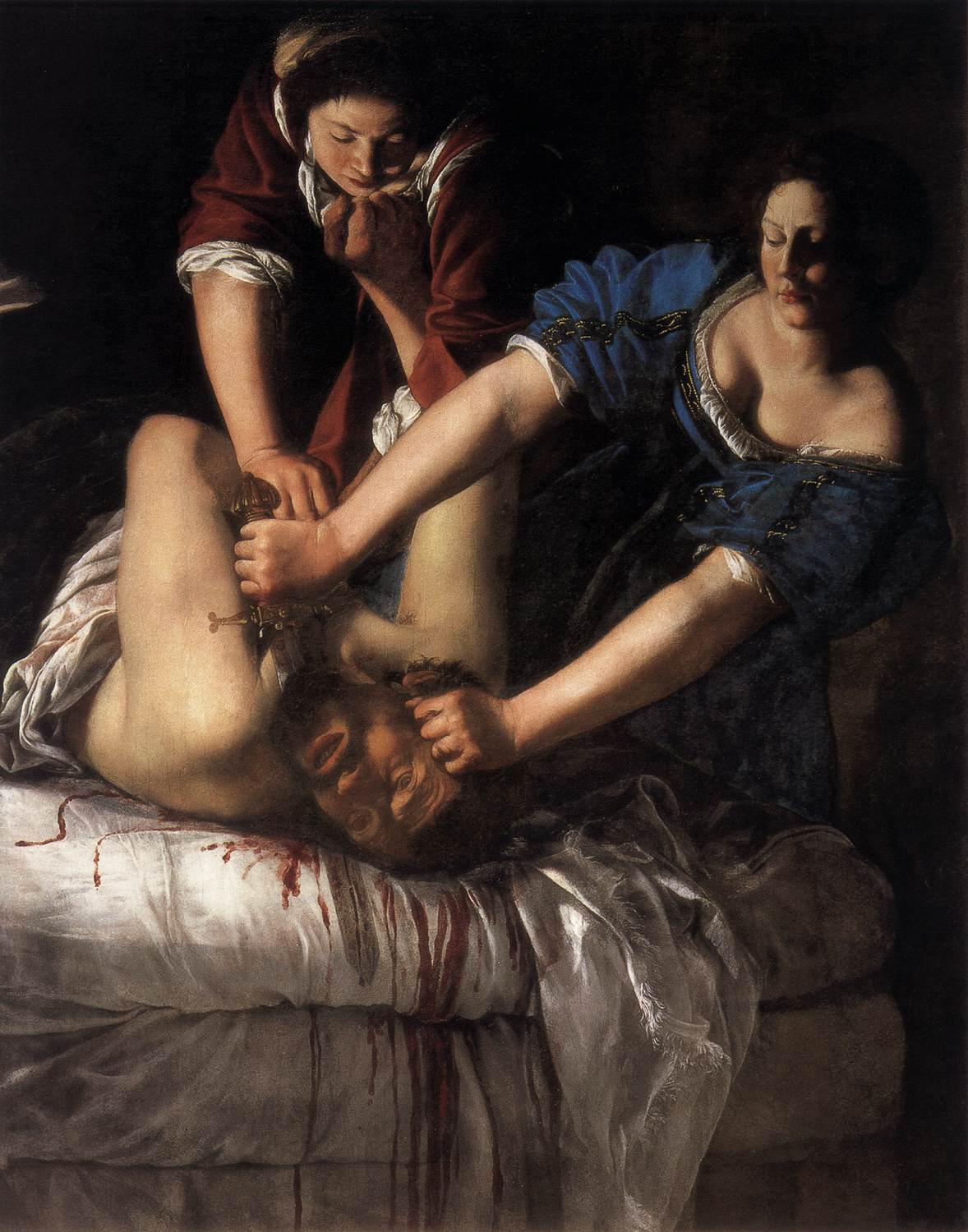
Judith decapitando a Holofernes, de Artemisa Gentileschi, ca. 1611-1612
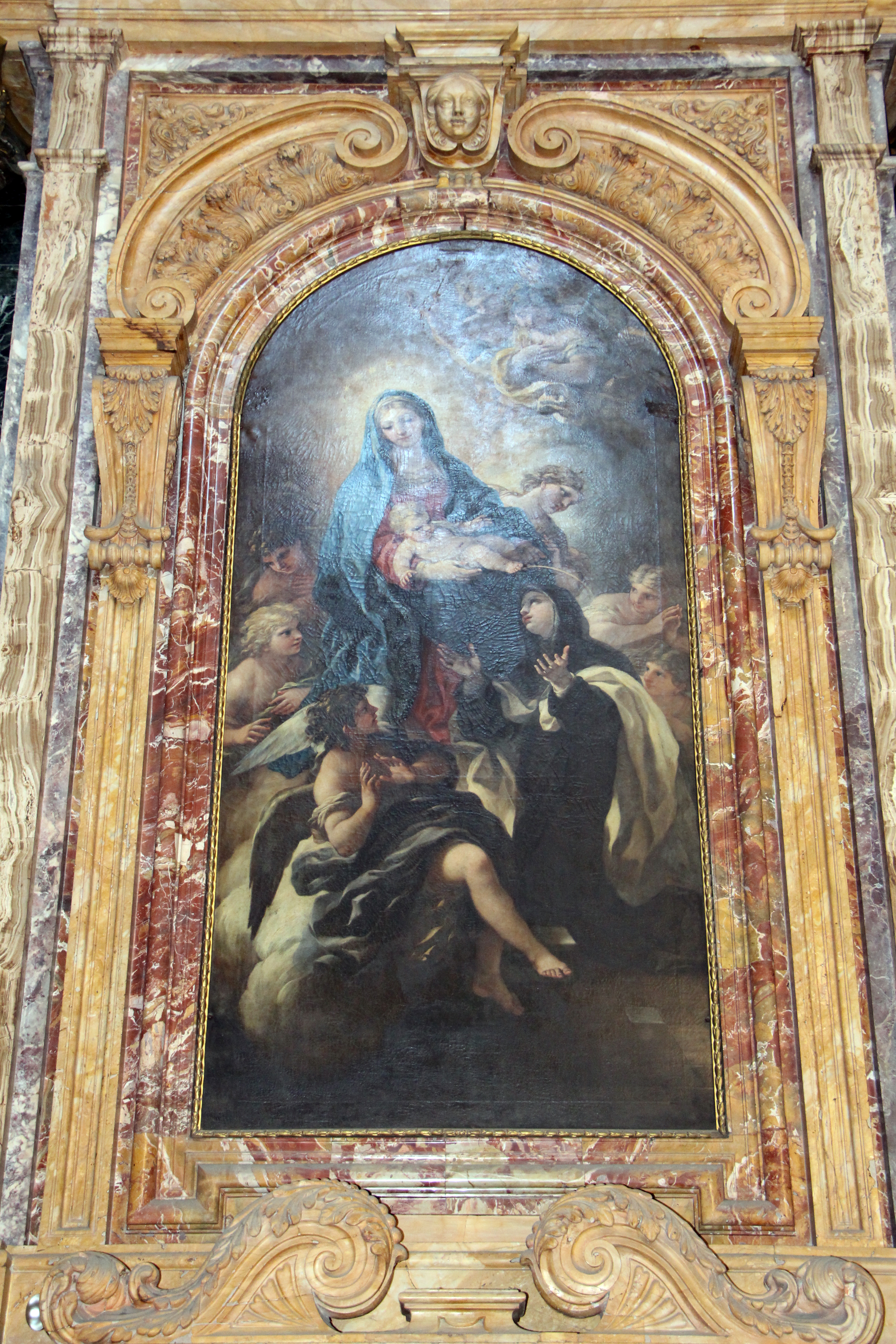
La Virgen presenta al Niño a Santa María Magdalena dei Pazzi, de Luca Giordano, 1685, capilla mayor de la iglesia homónima[23] (Florencia)
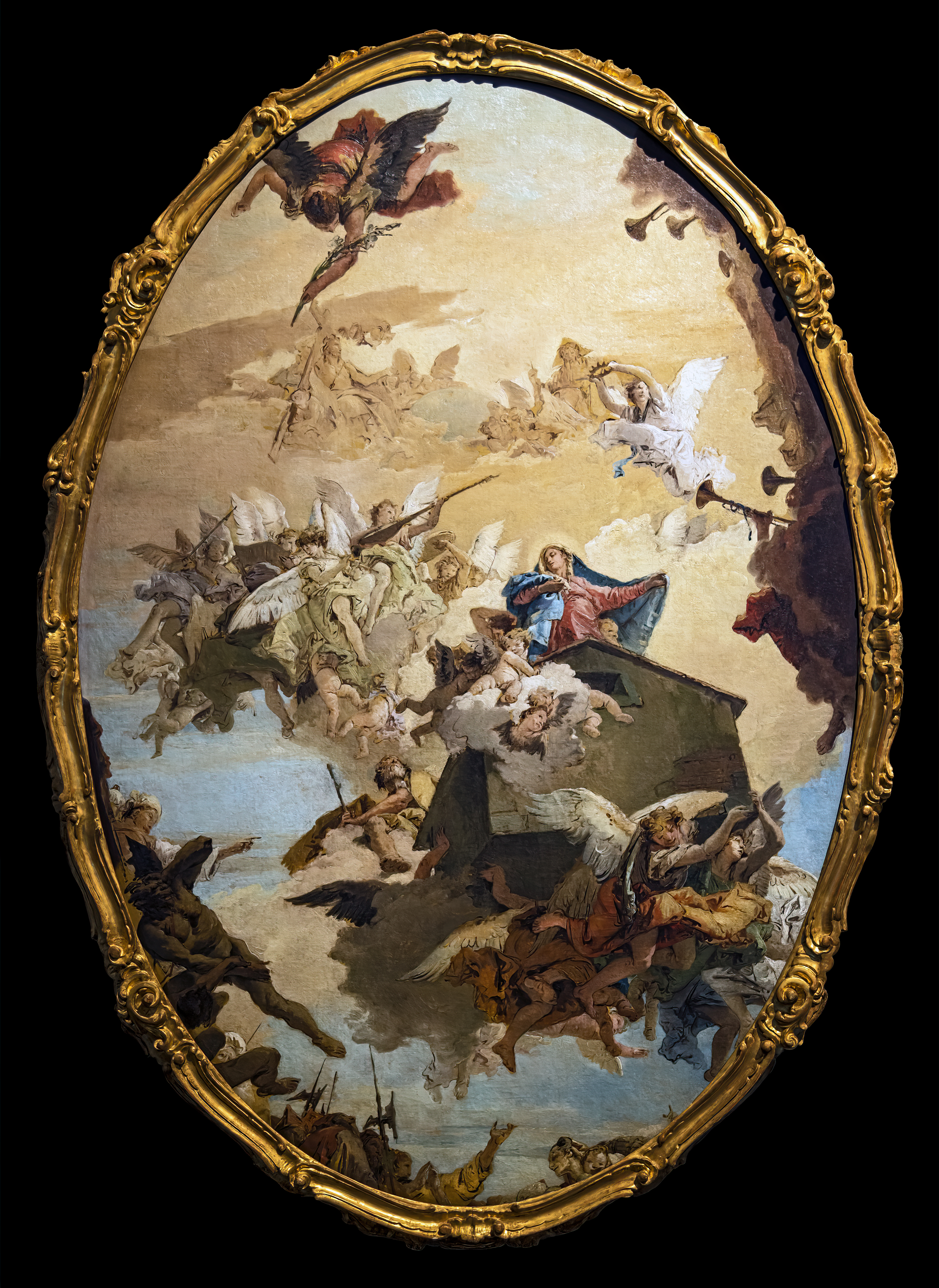
'El milagro de la Santa Casa de Loreto, de Gianbattista Tiepolo, 1743

En la década de 1630 Pietro da Cortona y Andrea Sacchi mantuvieron un debate en la romana Accademia di San Luca en el que defendían sus opuestos estilos pictóricos (que historiográficamente se denominan "Barroco" y "Clasicismo" respectivamente). La discusión se centró esencialmente en el número de figuras en una pintura, y se expresó en términos literarios, con Cortona argumentando en favor de una aproximación "épica" con abundancia de figuras, y Sacchi haciendo lo propio por una aproximación "trágica", que consideraba más conveniente para la transmisión de mensajes.

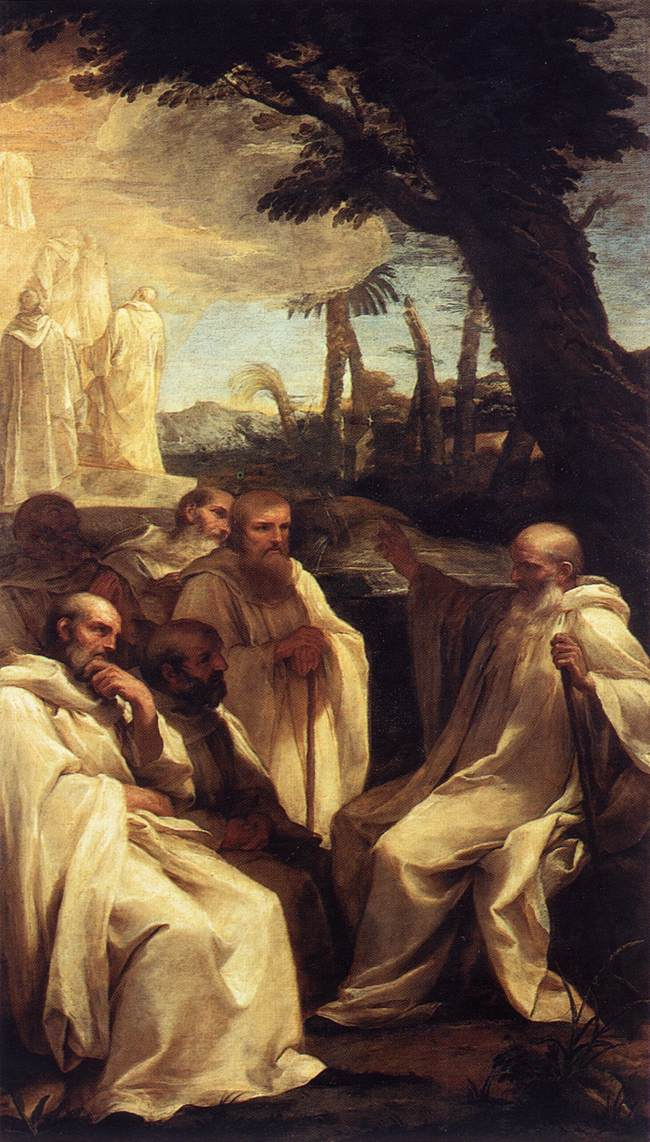
Visión de San Romualdo, de Sacchi, ca. 1631
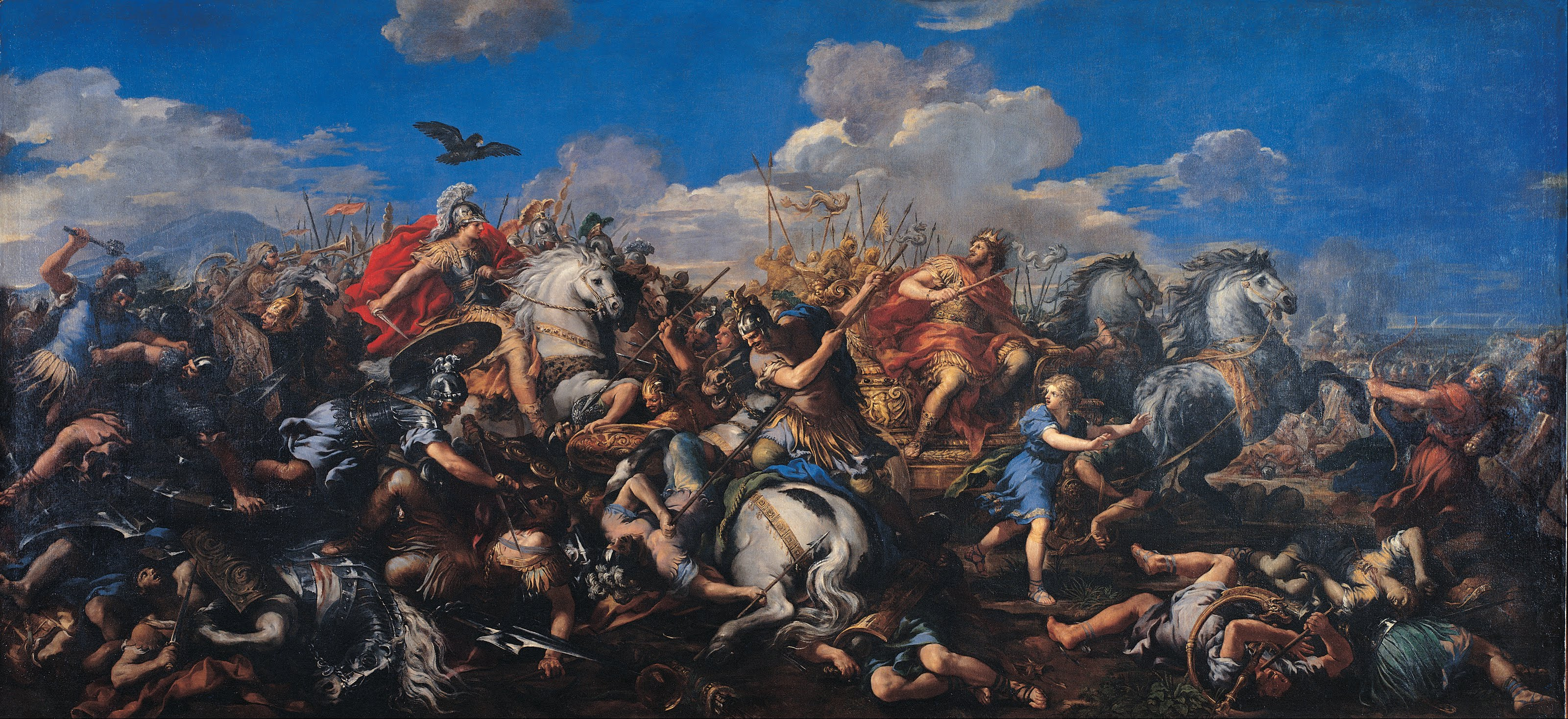
Batalla de Alejandro contra Darío, de Cortona, ca. 1644-1650

En realidad, tanto los maestros cercanos a Cortona (Giovan Battista Gaulli o Ciro Ferri) como los cercanos a Sacchi (Nicolas Poussin, Claudio de Lorena o Carlo Maratta) compartían gran parte de su estilo, como por ejemplo el uso del color. La publicación en 1672 de las Vidas de los artistas de Gian Pietro Bellori promovió el idealismo clásico, omitiendo la inclusión de artistas como Cortona, Bernini o Borromini (aunque sí incluyó a Caravaggio).
Además de Roma y Bolonia, el resto de las ciudades italianas mantuvieron la vitalidad de sus escuelas de pintura, de secular tradición. Destacaron en Génova Bernardo Strozzi y Giovanni Benedetto Castiglione; en Venecia Francesco Maffei, Andrea Celesti, Sebastiano Ricci o el vedutista Luca Carlevarijs (ya en el XVIII, Jacopo Amigoni, Guardi, Canaletto o Tiepolo); en Milán Giulio Cesare Procaccini; en Nápoles José de Ribera lo spagnoletto o Luca Giordano, etc. El milanés Caravaggio realizó la mayor parte de su obra en Roma, terminando su corta y agitada vida entre Nápoles, Malta, Sicilia y de nuevo en Roma.

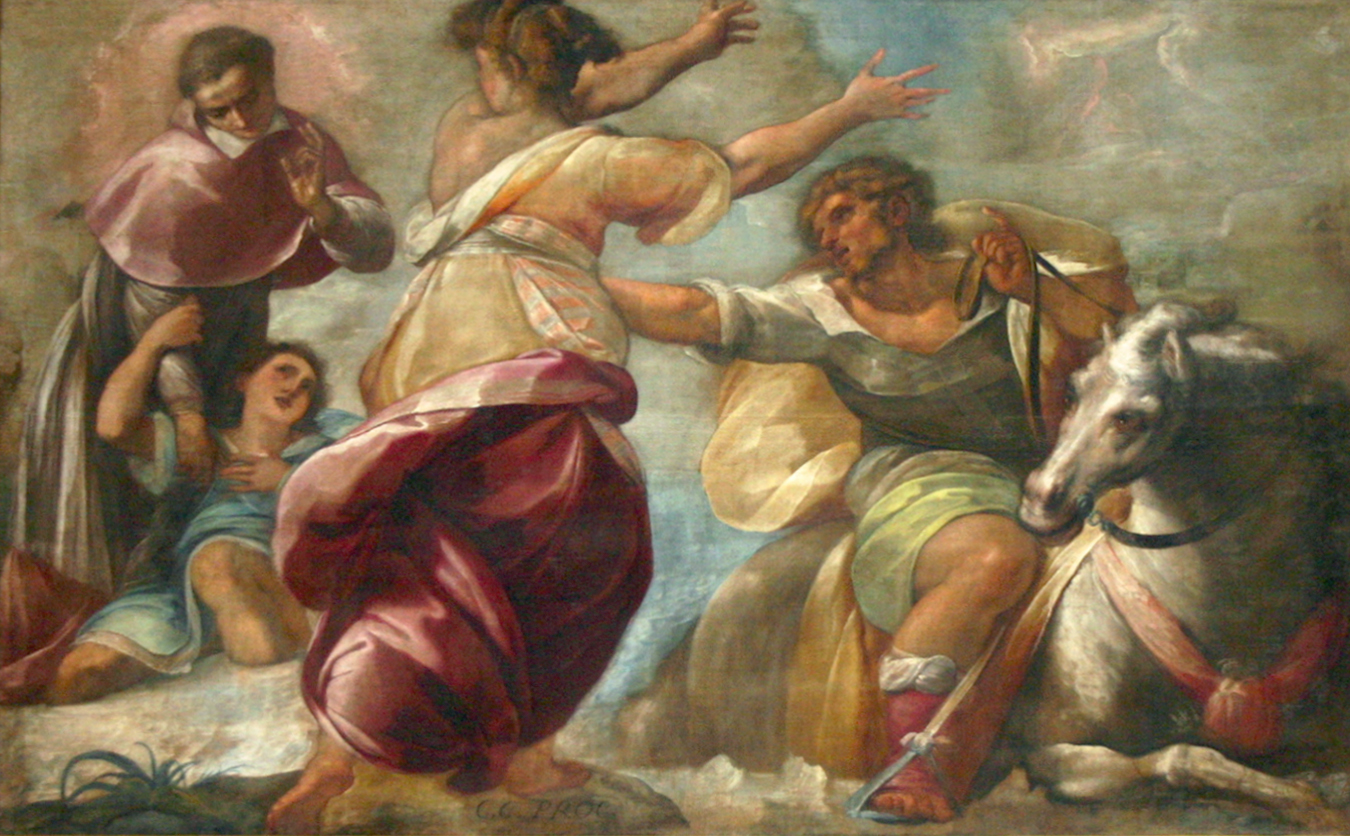
El milagro del niño Giovanni Tirone, de Procaccini, 1610 (uno de los de la serie de milagros de San Carlos Borromeo, los quadroni di San Carlo).
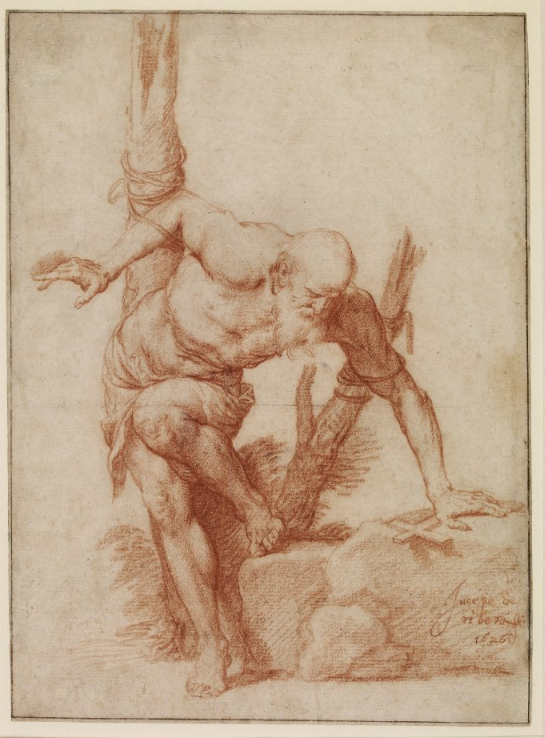
San Alberto, dibujo de Ribera, 1626.
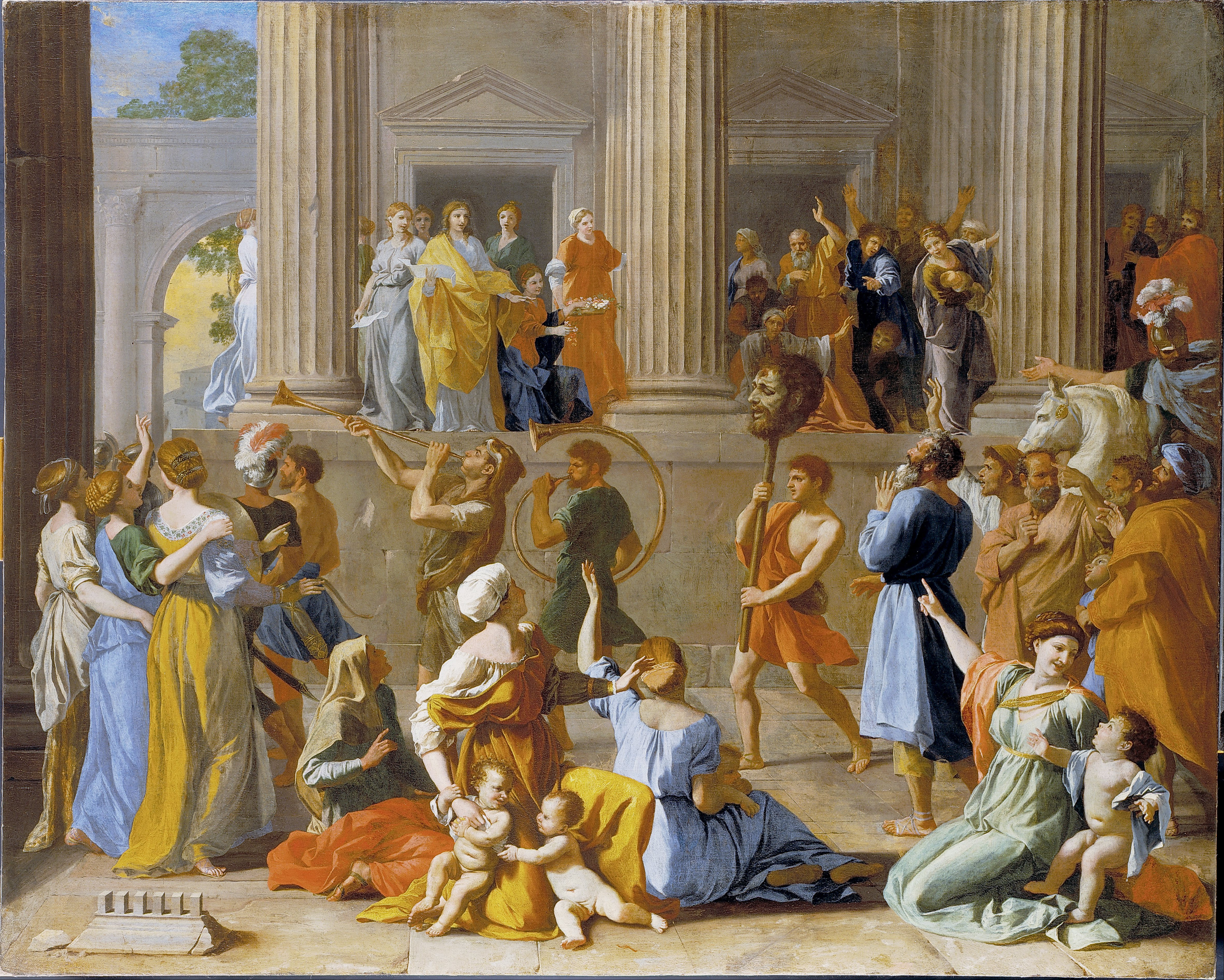
El triunfo de David, de Poussin, ca. 1628-1631.
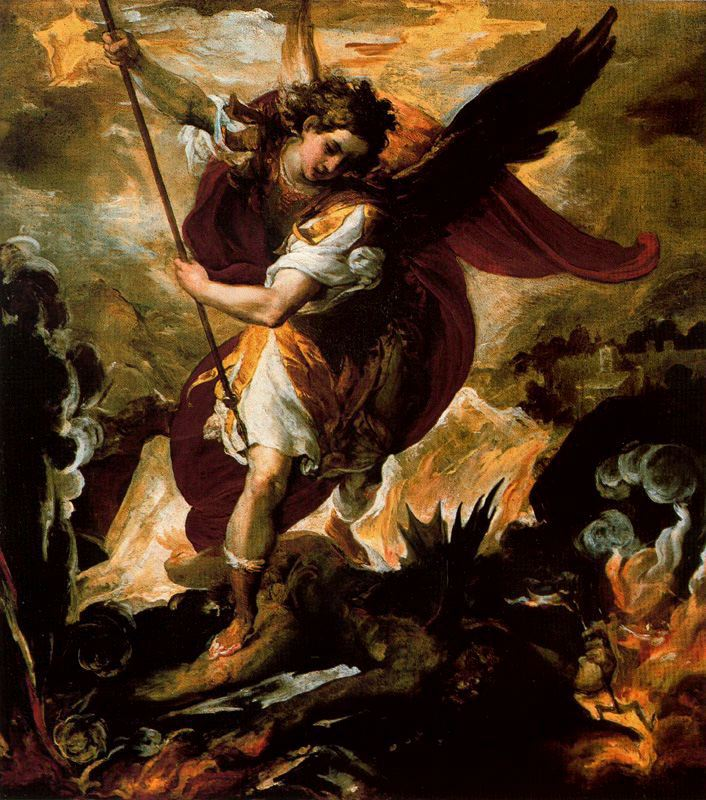
San Miguel Arcángel venciendo a Lucifer, de Maffei, ca. 1640-1660.
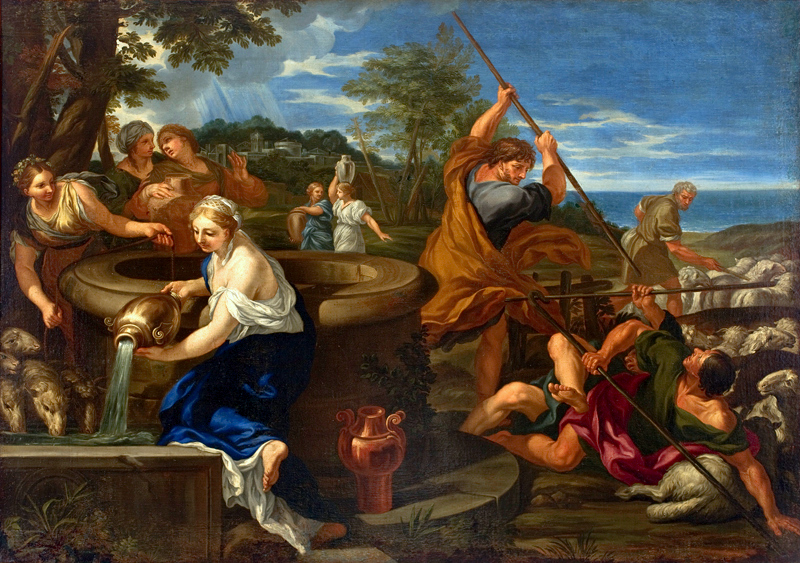
Moisés y las hijas de Jetro, de Ferri, ca. 1660.
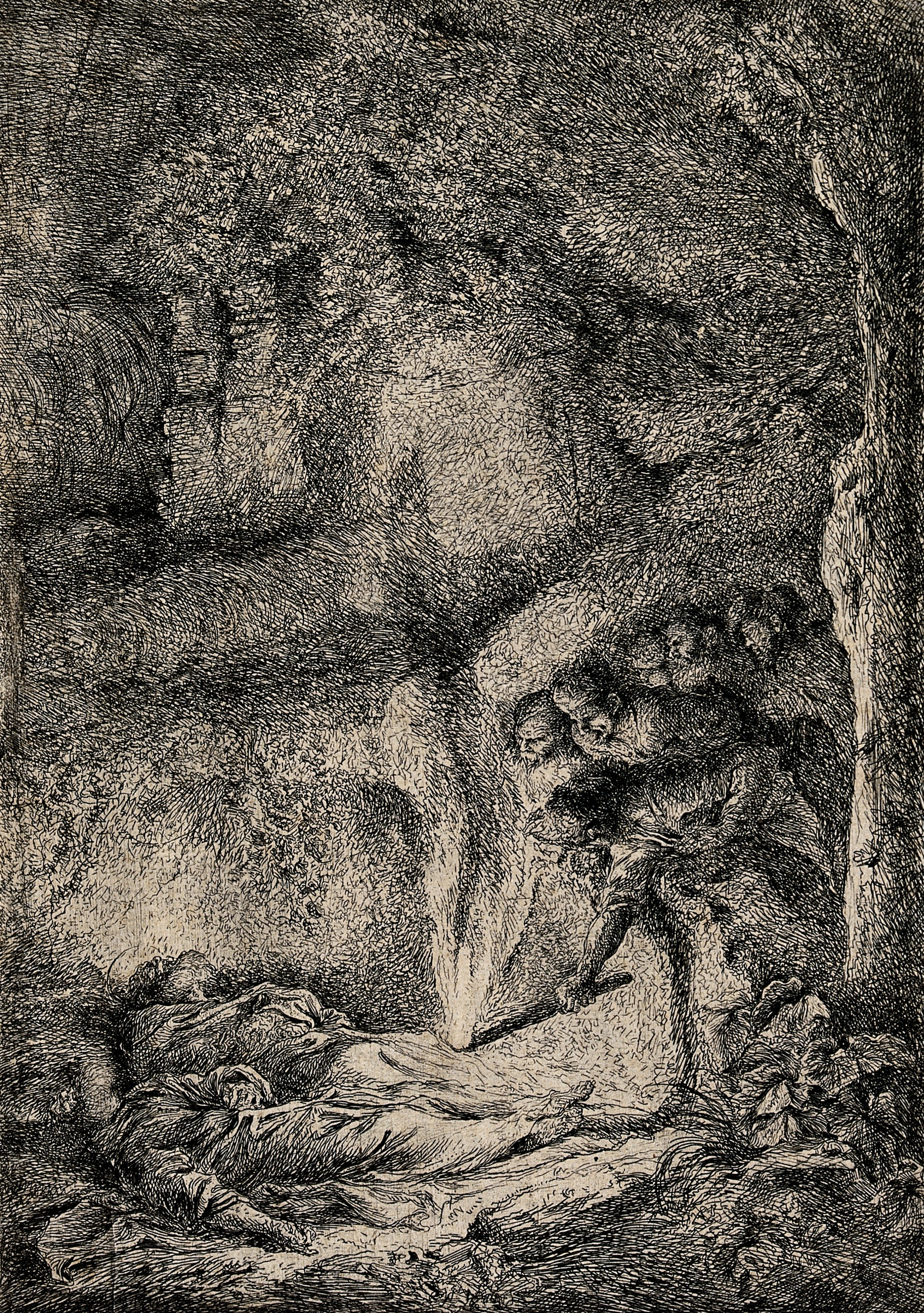
Hallazgo de los cuerpos de San Pedro y San Pablo, grabado de Castiglione.
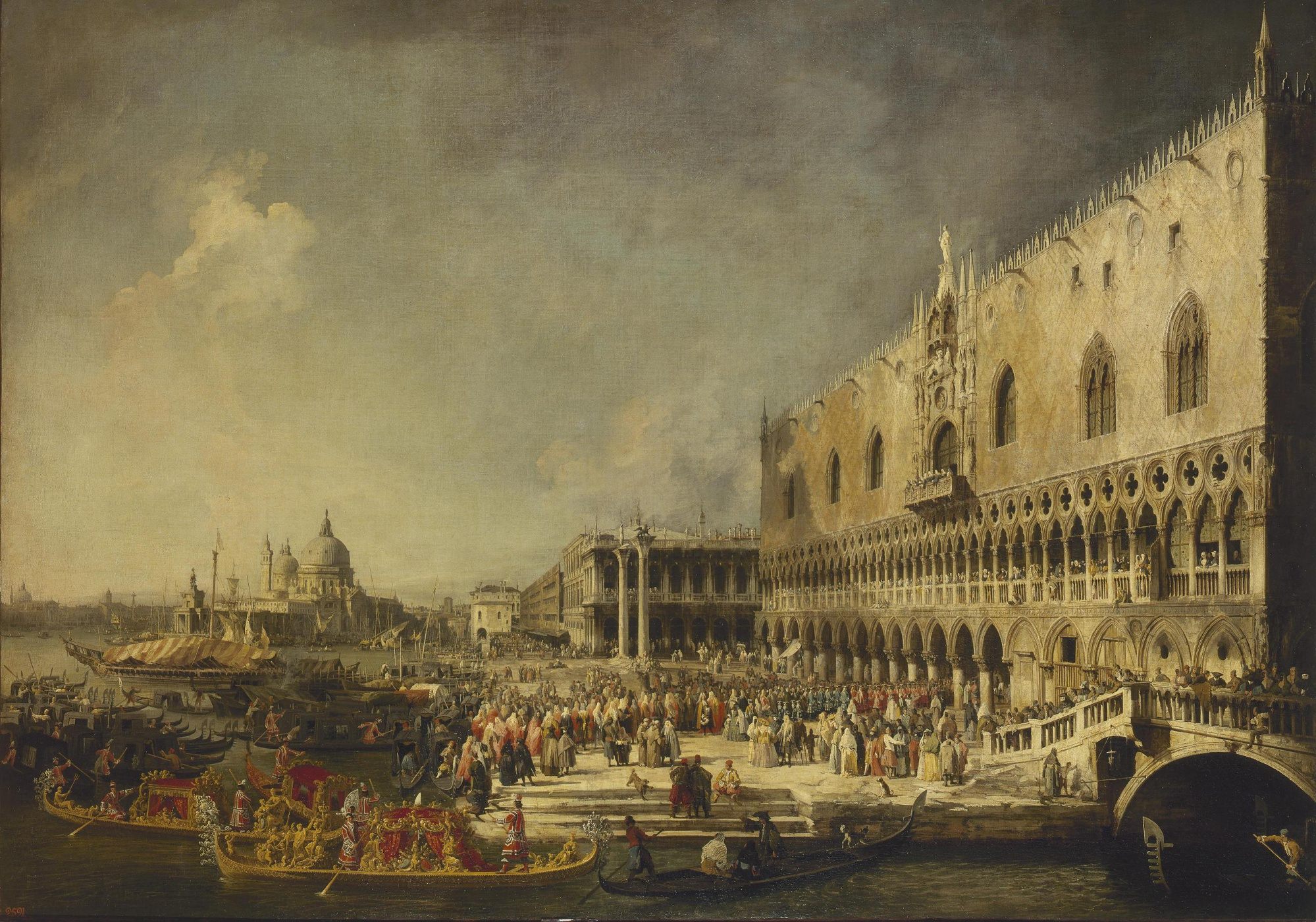
Recepción del embajador de Francia en el Palacio del Dogo, de Canaletto, 1726.

### Escultura
Escultura barroca italiana (escultura barroca, escultura italiana).

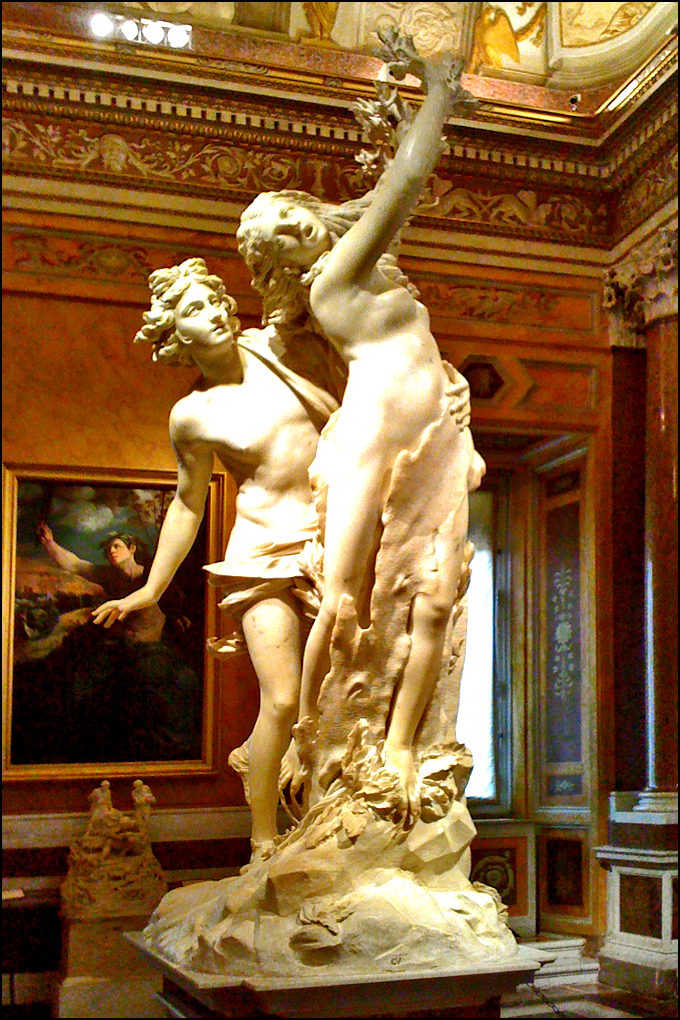
Apolo y Dafne, de Gianlorenzo Bernini, 1622-1625
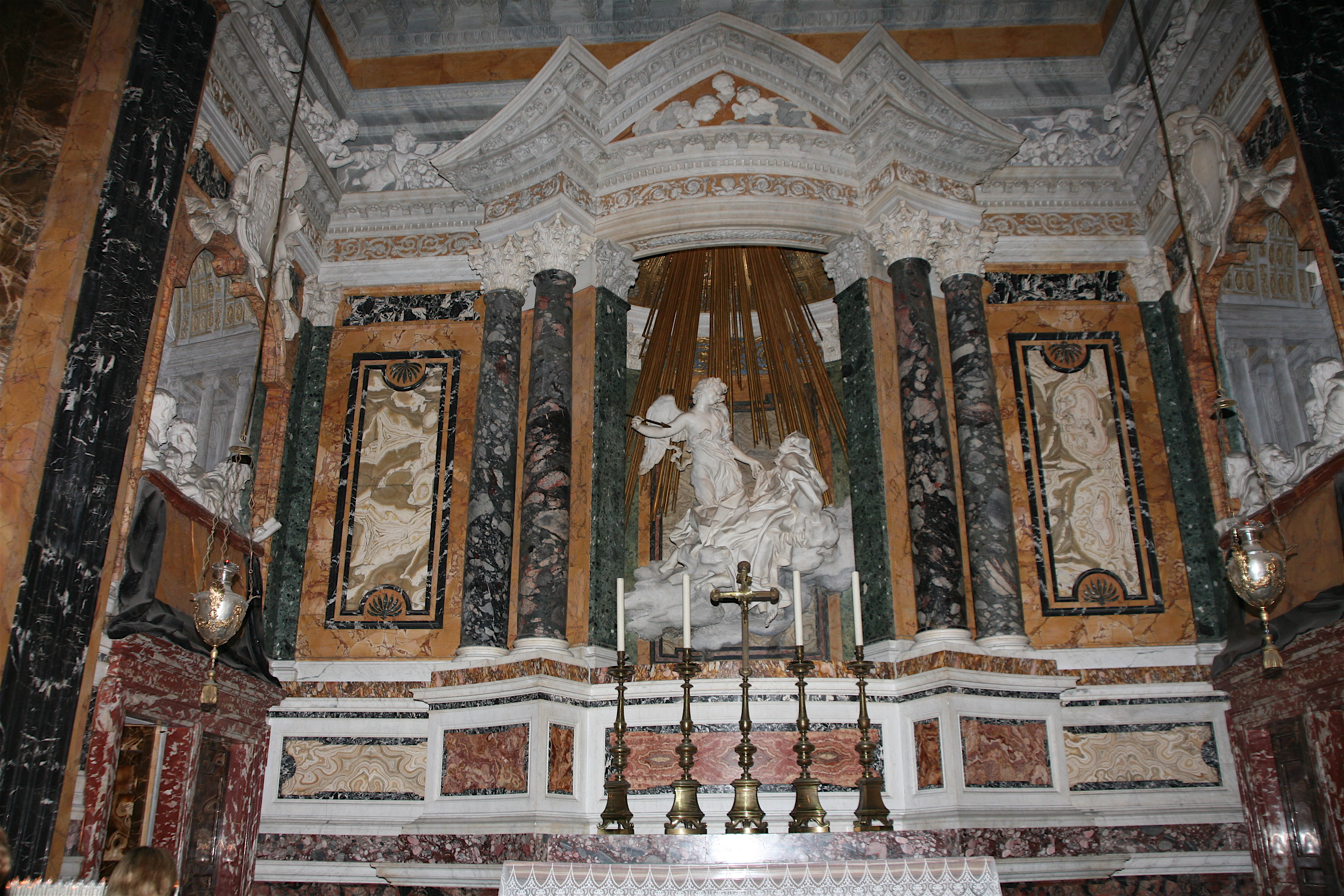
La capilla Cornaro de la iglesia de Santa María de la Victoria (Roma), de Gianlorenzo Bernini. La pieza principal es el éxtasis de Santa Teresa (1647-1651)
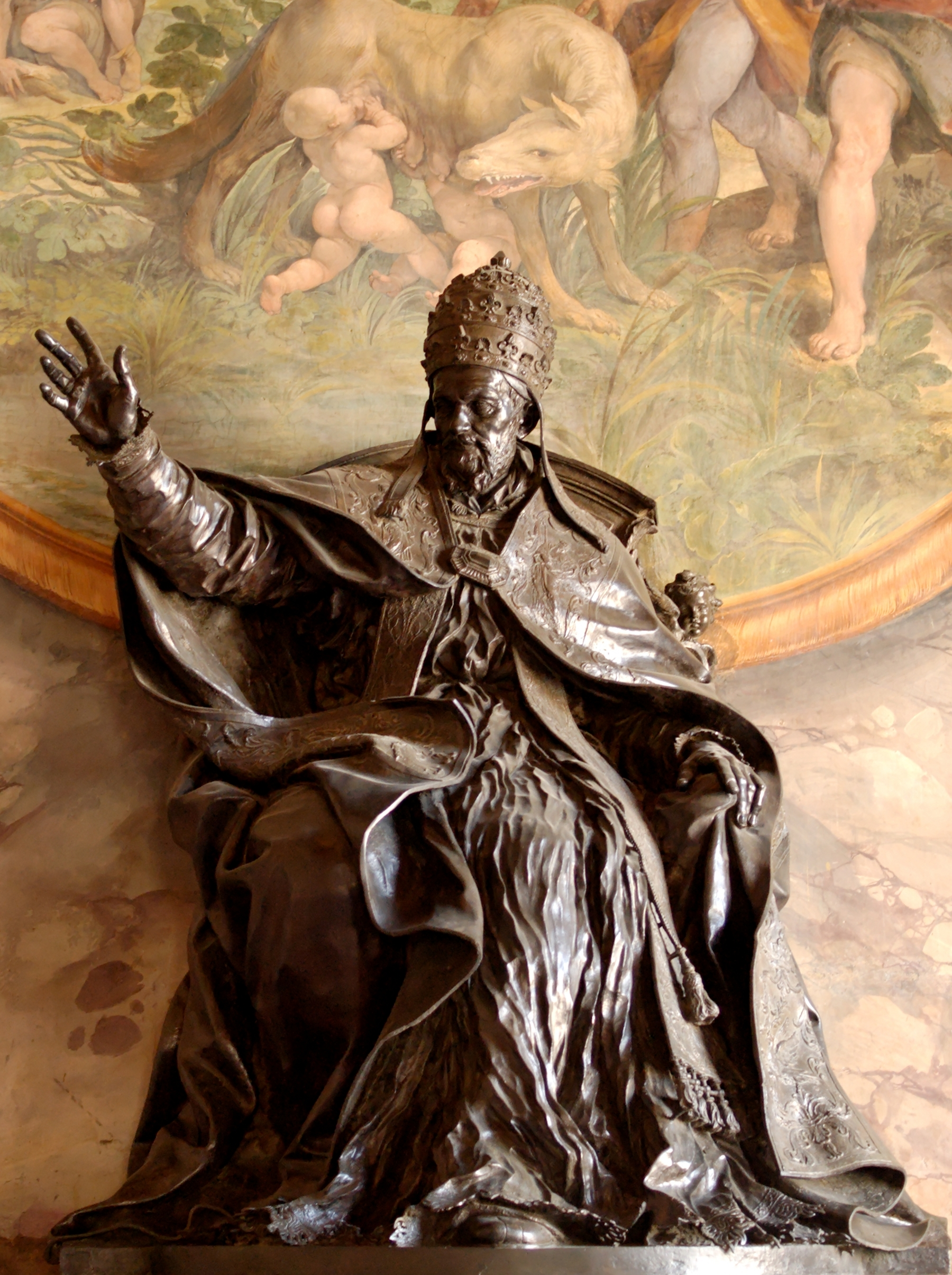
Inocencio X, de Alessandro Algardi, 1645-1649

Alessandro Algardi y Gianlorenzo Bernini rivalizaron como máximos exponentes de la escultura en la Italia de las décadas centrales del siglo XVII. En el taller de Bernini se formaron Antonio Raggi y Ercole Ferrata. Discípulo de Ferrata fue Melchiorre Cafà (Éxtasis de Santa Catalina, Monte Magnanapoli). En Génova destacó Filippo Parodi; en Nápoles, Giuseppe Sanmartino, Francesco Queirolo y Antonio Corradini, autores de tres extraordinarias obras para la capilla Sansevero donde demuestran un extraordinario virtuosismo en la representación de cuerpos velados o envueltos en una red: el Cristo velato, el Disinganno y la Pudicizia (las tres datables entre 1752 y 1753); en Sicilia, Giacomo Serpotta (decoración al estuco de oratorios en Palermo).

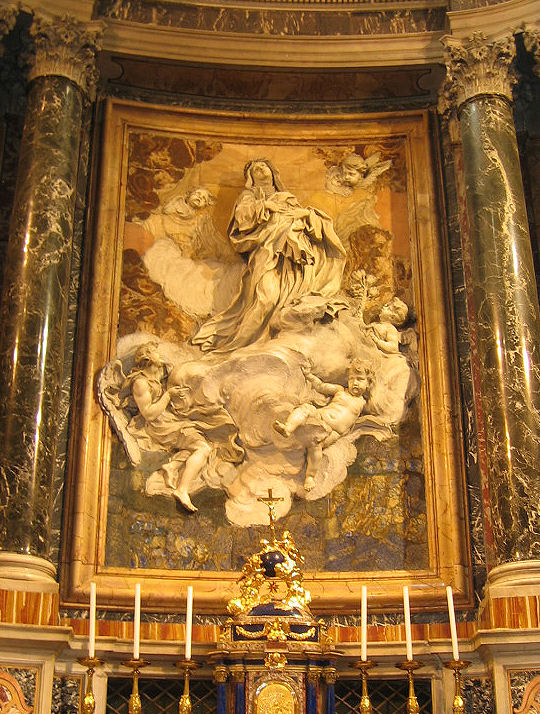
Éxtasis de Santa Catalina, iglesia de Santa Catalina en Magnapoli,[31] de Melchiorre Cafà.
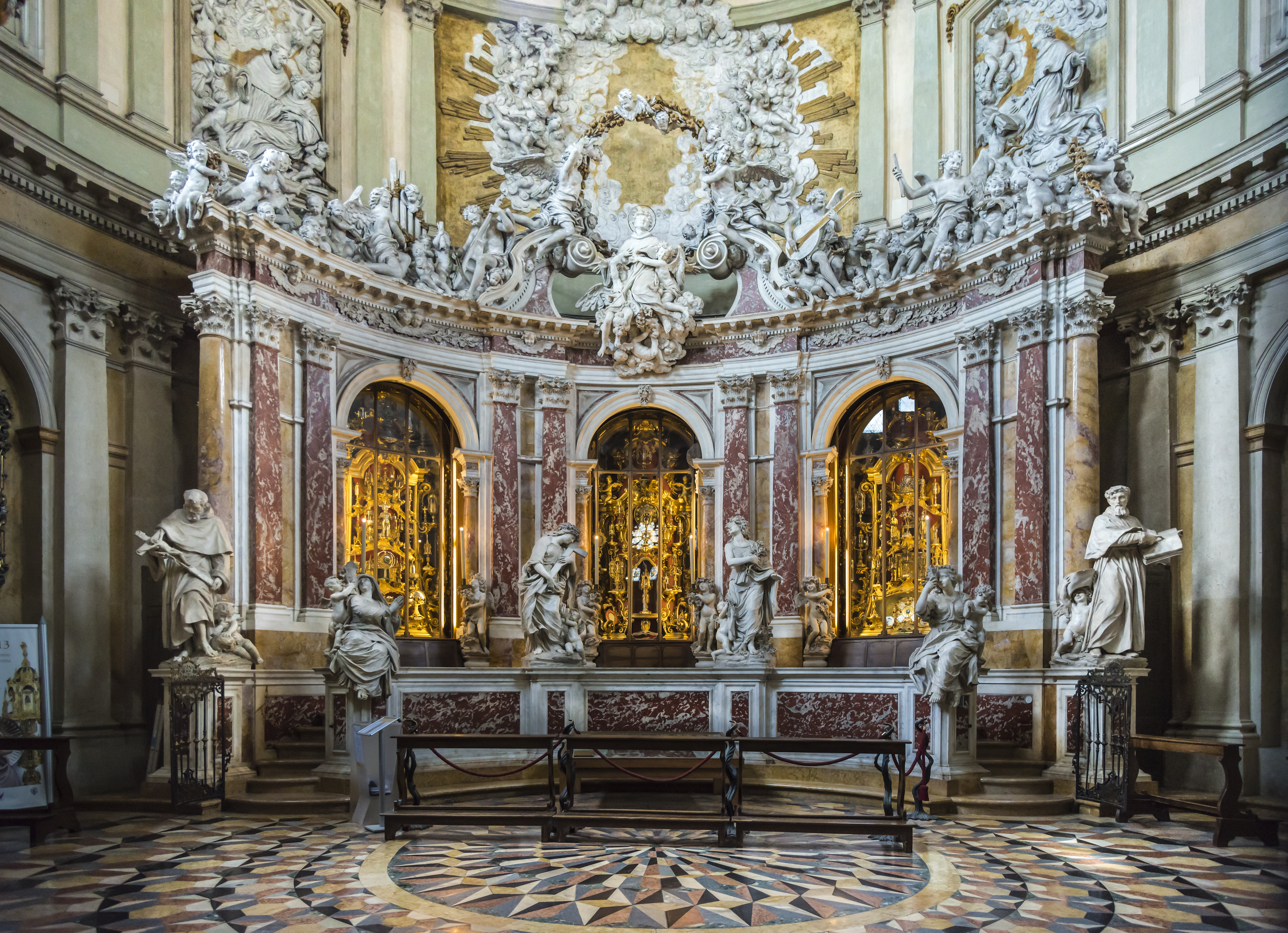
Gloria de San Antonio, basílica de San Antonio de Padua, de Filippo Parodi, 1689-1697.
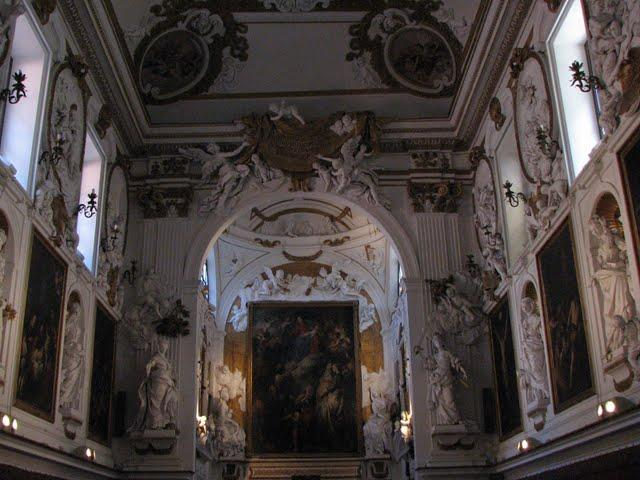
Oratorio del Rosario di San Domenico[32] (Palermo), de Giacomo Serpotta.
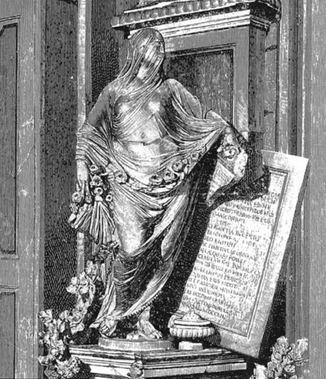
Pudicizia, de Corradini
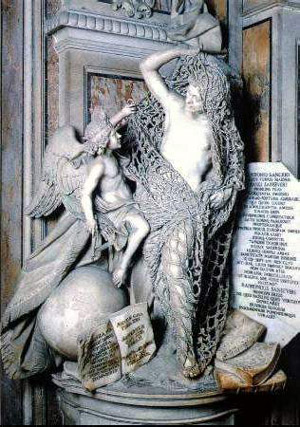
Disinganno, de Queirolo

### Arquitectura
La arquitectura barroca italiana se refiere a la arquitectura barroca practicada en la península itálica, en lo que hoy es Italia, en una época en que las ciudades-estado gradualmente habían ido perdiendo su independencia y estuvieron bajo la dominación extranjera, primero bajo España (1559-1713) y después Austria (1713-1796). Se inició en Roma a principios del siglo XVII, se difundió primero por las ciudades italianas y, luego en al resto de Europa y América y ejerció su influencia en todo el mundo católico. Precedido por el Renacimiento y el manierismo, se desarrolló a lo largo de todo el siglo XVII, durante el período del absolutismo, y fue sucedido por el rococó y el neoclasicismo. El término barroco, originalmente despectivo, indicaba la falta de regularidad y orden, que los defensores del neoclasicismo, influenciados por el racionalismo de la Ilustración, consideraban una indicación de mal gusto. De hecho, las características fundamentales de la arquitectura barroca, altamente decorativa y teatral, fueron las líneas curvas, con patrones sinuosos, como elipses, espirales o curvas con una construcción policéntrica, a veces con motivos que se entrelazan entre sí, para ser casi indescifrables. Todo tenía que despertar asombro y el fuerte sentido de la teatralidad empujaba a los artistas a la exuberancia decorativa, combinando pintura, escultura y estuco en la composición espacial y subrayando todo a través de sugestivos juegos de luces y sombras.
El estilo barroco se considera generalmente consustancial con la Contrarreforma, aunque luego también fue adoptado por las élites de los países protestantes del norte de Europa y por los del mundo eslavo ortodoxo. Su nacimiento en Roma a partir del Manierismo es coincidente con el de la compañía de Jesús —fundada en 1537 para fortalecer la influencia católica perdida y evangelizar el Nuevo Mundo— y con la del Concilio de Trento (1545-1563), que reformó los excesos más patentes de la Iglesia católica, cuya reputación se veía empañada por el patrocinio sistemático y por el escándalo de las indulgencias. Coincidió con el establecimiento de nuevas órdenes religiosas —barnabitas, jesuitas, oratorianos, teatinos— que demandaban nuevas iglesias, de un nuevo que inspirasen sorpresa y asombro, lugares para la propaganda de la fe católica en los que se perseguía la belleza con unas decoraciones cada vez más expansivas.
Los arquitectos barrocos tomaron los elementos básicos de la arquitectura renacentista, incluidas las cúpulas y las columnatas, y los hicieron más altos, más grandiosos, más decorados y más teatrales. Los efectos interiores a menudo se lograron con el uso de la Quadratura, o pintura trompe-l'oeil, combinada con la escultura; el ojo era dirigido hacia arriba, dando la ilusión de que se está mirando al cielo. Grupos de ángeles esculpidos y figuras pintadas se amontonan en el techo. La luz también se usó para lograr un efecto escénico; fluía desde las cúpulas y se reflejaba en una abundancia de dorados. Las columnas retorcidas también se usaron a menudo para dar una ilusión de movimiento hacia arriba, y los cartouches y otros elementos decorativos ocupaban cada espacio disponible. En los palacios barrocos, las grandes escaleras se convirtieron en un elemento central.
Los primeros ejemplos en los que este estilo es plenamente reconocible se pueden encontrar en algunas obras de Carlo Maderno (fachada de Santa Susanna (1585-1603), fachada y nave de San Pedro del Vaticano (1603-1626) y la basílica de Sant'Andrea della Valle (1608-1625), cuya fachada fue completada en 1655-1665 por Carlo Rainaldi), de Martino Longhi, el Joven (fachada de la iglesia de los Santos Vicente y Anastasio (1644-1650) en Trevi) y de otros, en los que destaca el intento de reforzar el eje central de las fachadas mediante el uso gradual de pilastras, semicolumnas y columnas.
Alcanzó su apogeo en el alto barroco (1625-1675), cuando Gian Lorenzo Bernini —cuya influencia en la vida artística de la época se ha llegado a calificar de dictadura —, Francesco Borromini y Pietro da Cortona contribuyeron a desarrollar aún más el lenguaje barroco, ya no solo en la aplicación de elementos decorativos, sino en la misma concepción del espacio basándose en la elaboración de nuevas formas como elipses, espirales y curvas policéntricas. La mayoría de sus contribuciones están relacionadas con edificios religiosos: iglesias de Sant'Andrea al Quirinale (1658-1670) y de la Asunción, en Ariccia, de Bernini; Sant'Agnese en Agone, San Carlo alle Quattro Fontane (1634-1646), Sant'Ivo alla Sapienza (1643-1662) y nave central de San Giovanni in Laterano (1646-1650), de Borromini; San Lucas y Santa Martina (1634-1650), Santa Maria della Pace (1656-1667) y fachada de Santa Maria en Via Lata, de Cortona. Aunque no faltaron fábricas civiles (como el palacio Barberini, de Bernini y Borromini, el palacio Montecitorio, de Bernini y Carlo Fontana, el palacio Chigi-Odescalchi, también de Bernini, y el palacio de Propaganda Fide y la galería en perspectiva del palacio Spada, de Borromini). Después de Bernini y Borromini, Carlo Fontana fue el arquitecto más influyente de Roma (fachada cóncava de San Marcello al Corso).
Cabe destacar también las transformaciones urbanas, principalmente debido a la actividad del papa Sixto V que, con el apoyo técnico de Domenico Fontana, promovió el primer proyecto moderno de planificación urbana de la ciudad de la Roma. Se trazaron nuevas vías en grandes ejes rectos que conectaban las áreas más importantes de la ciudad y los principales edificios religiosos y administrativos, y se construyeron o reorganizaron grandes plazas (plazas del Popolo, Navona y San Pedro) y edificios importantes, buscando construir una nueva Roma proporcionada a la antigua, extendiendo la zona habitada moderna hasta las murallas aurelianas, trazando en las colinas de la orilla izquierda otras calles rectilíneas. “Queda así fijada la fisonomía de la Roma moderna: Una ciudad que no intenta revivir la Roma antigua, pero que guarda sus reliquias y ha aprendido a frecuentarlas de forma natural, como testimonios del pasado.” - Leonardo Benevolo
El estilo barroco pronto se extendió más allá de los confines de la ciudad, llegando primero a Turín, donde la corte la casa de Saboya, particularmente receptiva, necesitaba plasmar en obras ambiciosas su reciente promoción política, y para ello empleó a un destacado trío de arquitectos: Guarino Guarini, Filippo Juvarra y Bernardo Vittone.</ref> Destacan la expansión de la ciudad de Carlo y Amedeo di Castellamonte, las residencias de la casa real de Saboya, las villas y palacios de Turín, y en especial la capilla de la Sábana Santa, la iglesia de San Lorenzo y el palazzo Carignano, todos de Guarini.
El estilo llegó a Milán —iglesia de San Giuseppe, de Francesco Maria Richini—, a Venecia —basílica de Santa Maria della Salute, de Baldassare Longhena, con una planta octogonal unida a un santuario bordeado por dos ábsides—, a Nápoles —donde Francesco Grimaldi, Cosimo Fanzago, Ferdinando Sanfelice estaban activos, de los que se recuerdan respectivamente la capilla real del Tesoro de San Gennaro, la iglesia de Santa Maria Egiziaca en Pizzofalcone y el palazzo dello Spagnolo—, a la región de Apulia —basílica de Santa Croce en Lecce, con decoraciones derivadas del plateresco español— y a Sicilia —especialmente después del terremoto de 1693: catedral de Sant'Agata en Catania, catedral de San Giorgio en Ragusa, iglesia de San Domenico en Noto—. La Toscana, por otro lado, permaneció vinculada a los gustos tardomanieristas (capilla de los Príncipes, con una planta octogonal, adornada con ricas incrustaciones creadas con piedras semipreciosas) y la producción más propiamente barroca puede datarse a principios del siglo XVIII.
La última fase de la arquitectura barroca italiana se ejemplifica en Nápoles por el Palacio de Caserta, de Luigi Vanvitelli. Transición ya hacia la arquitectura neoclásica, siguiendo el modelo de otros palacios borbónicos (palacio de Versalles, palacio Real de Madrid), se integra en el paisaje circundante. Sus dimensiones son extraordinarias; se le considera el mayor edificio de la Europa del siglo XVIII.
- Las fachadas de las grandes iglesias barrocas romanas
- Santa Susana en las Termas de Diocleciano, diseñada por Carlo Maderno en 1596
- San Carlo alle Quattro Fontane (1638-1641)
- San Lucas y Santa Martina (1634-1635), de Pietro da Cortona
- Santos Vicente y Anastasio de Trevi (1644-1650), de Martino Longhi, el Joven
- Santa Maria della Pace (1656-1667), de Pietro da Cortona
- Santa María in Campitelli (1659-1667), de Carlo Rainaldi

### Urbanismo
Uno de los puntos importantes por los cual se caracterizaba era por su gran dinamismo, los arquitectos veían el espacio urbano con una teatralidad con la intención de crear escenarios impactantes y en busca de dar o transmitir un mensaje mediante su entorno inmediato.
Este enfoque urbano destinado a impresionar al observador y demostrar el poder de las iglesias y monarquías, por ejemplo buscando tener calles de gran escala que llevaban a puntos centrales como plazas (ej. plaza de popolo ) o iglesias relevantes (ej. basílica de san pedro) también contando con plazas de gran tamaño para uso de centro de reunión y eje visual de edificios, también las iglesias italianas se destacaban por sus ornamentos monumentales buscando impactar visual y emocionalmente dejando siempre un sentimiento al observar.

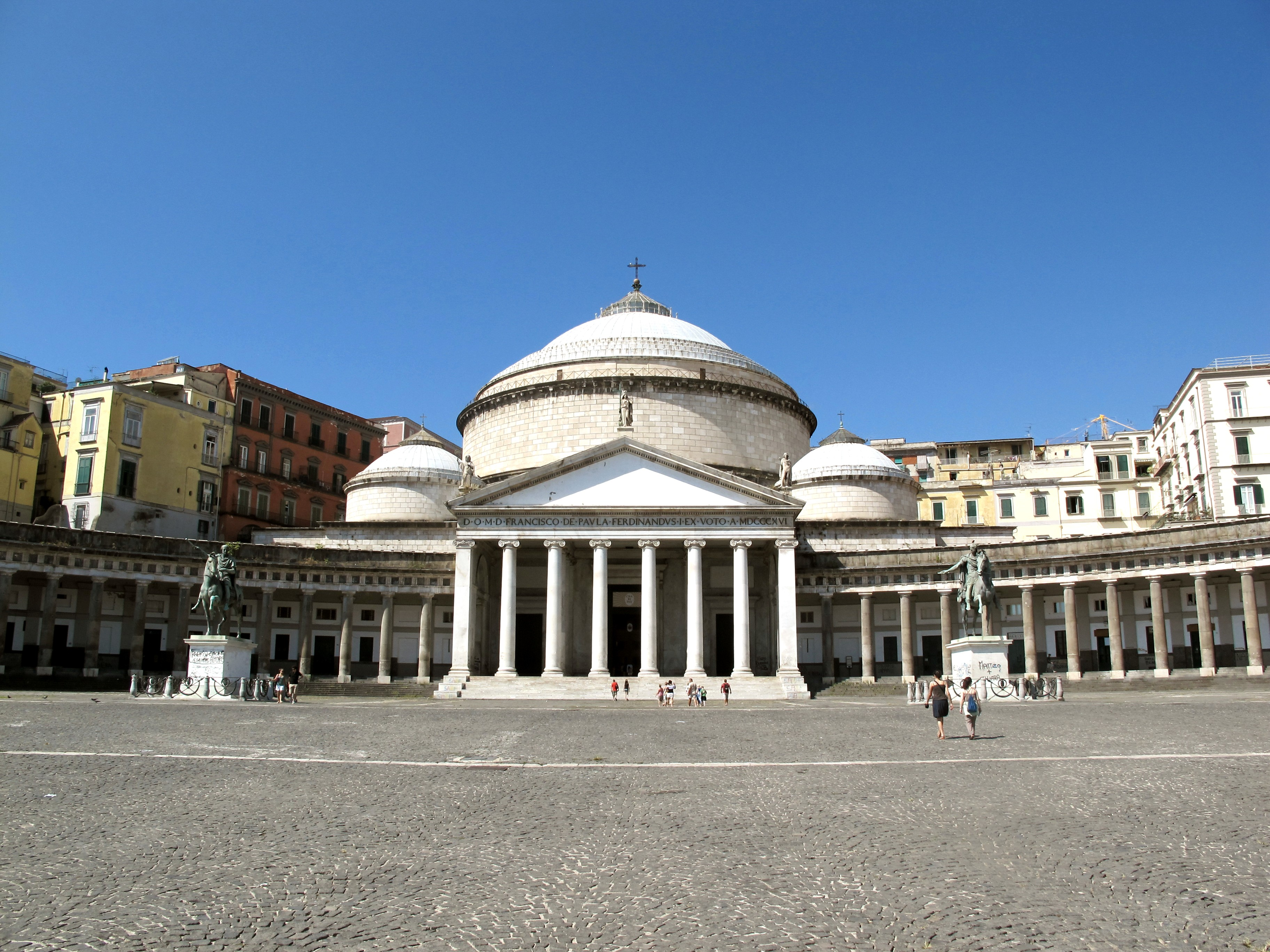
plaza de plebiscito 1846(conectaba el palacio real con la basílica de san francisco de paula)

Siempre buscando integrar la ciudad junto al paisaje haciendo que las visuales se combinaran y crearan una unidad estética, este enfoque de urbanismo que tuvieron lo siguen manteniendo en muchas ciudades de Italia demostrando su estructura y estilo que permanecieron a lo largo del tiempo, como sus jardines que eran planeado con simetría complementando palacios siendo no solo recreativos sino un lugar para contemplar y representando el poder.
Las fuentes y monumentos fueron de gran relevancia ya que simbolizaban divinidad y poder como Fuente de los Cuatro Ríos que combina arquitectura con la escultura así creando una obra maestra armónica.

### Interiores
Interiores barrocos italianos

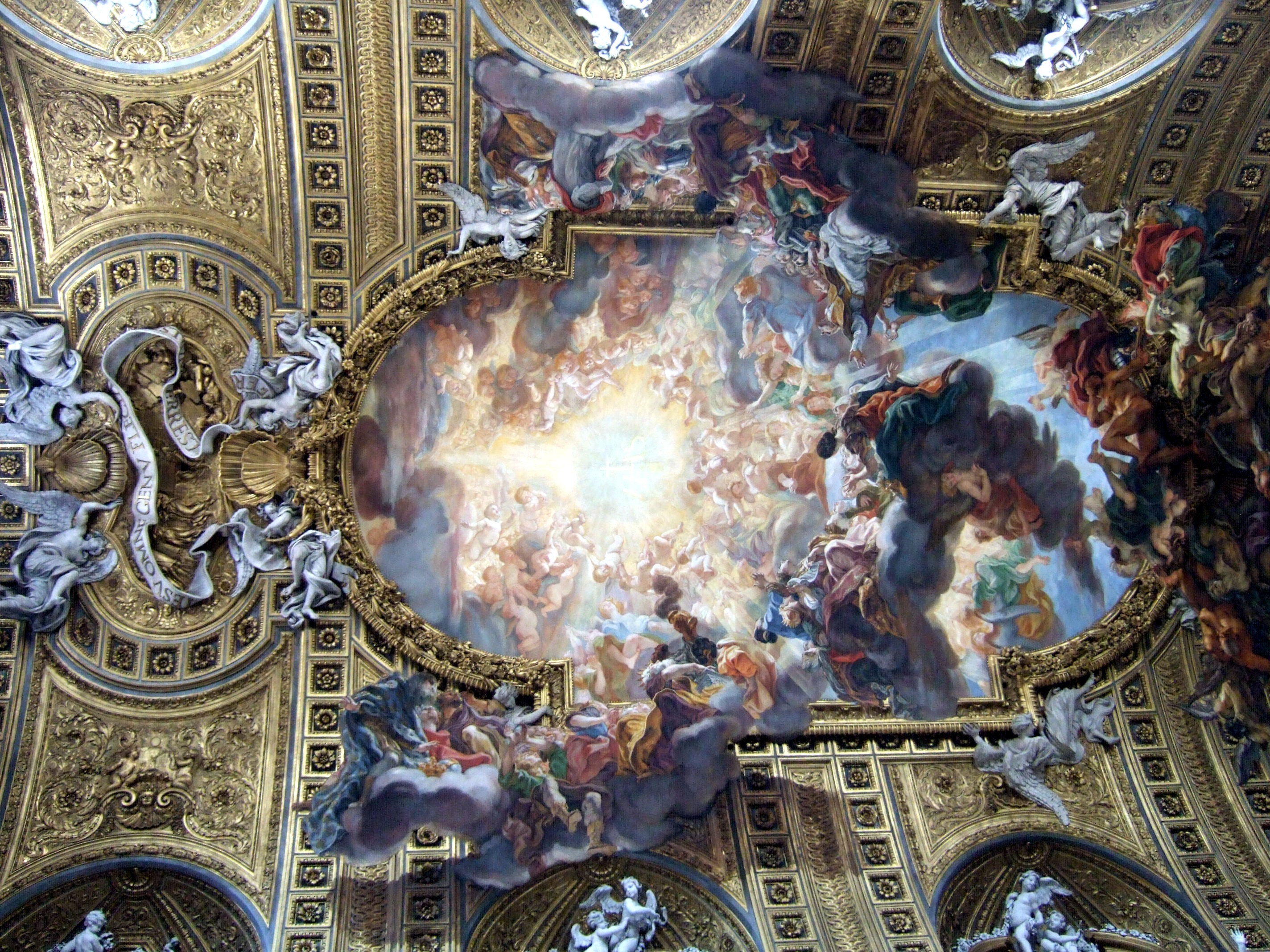
Glorificación del nombre de Jesús, trampantojo de la bóveda de Il Gesù (la iglesia matriz de los jesuitas, en Roma), de Baciccio (Giovanni Battista Baulli), 1668-1673.
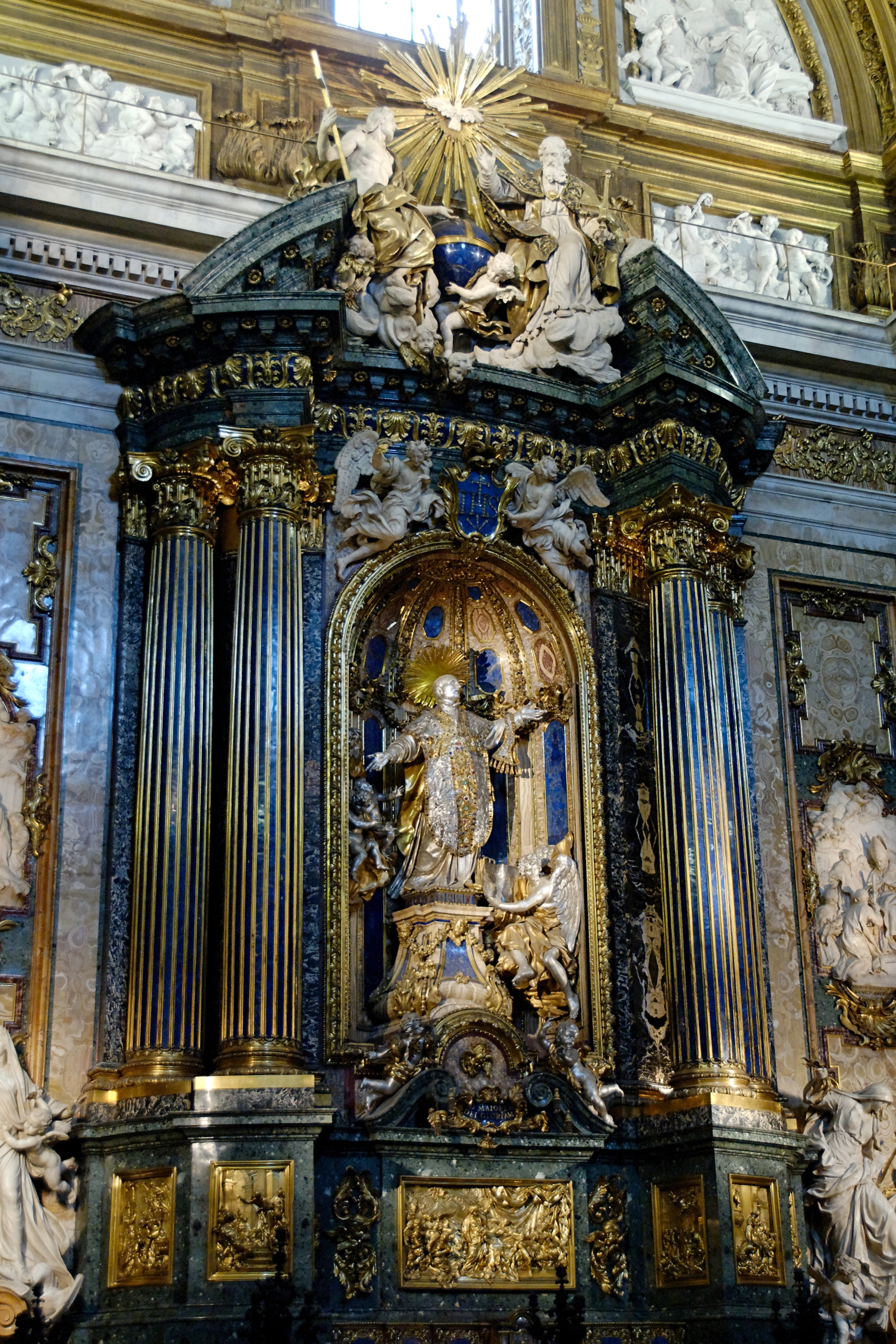
Capilla de San Ignacio, en la misma iglesia, de Andrea Pozzo. Las esculturas son de artistas franceses.

Para los efectos de trampantojo o ilusionismo arquitectónico en la decoración de interiores era muy significativa la integración de los tres artes (pintura, escultura y arquitectura), de modo que no se pudiera apreciar a simple vista dónde empezaba uno y dónde terminaba otro. Ayudaba el uso de todo tipo de soportes y materiales, destacando el estuco, que se convirtió en un material clave en todos los espacios de los interiores barrocos, usándose en nichos, techos, muros, etc.
El principal encargo de Pietro da Cortona fueron los frescos del Palazzo Barberini, el mayor programa pictórico mayor en la ciudad de Roma desde la Capilla Sixtina.

This, his most famous painting, is a triumph of illusionism for the centre of the ceiling appears open to the sky and the figures seen from below appear to come down into the room as well as soar out of it.
Comentario de Harold Osborne sobre La Divina Providencia (The Oxford Companion of Art).

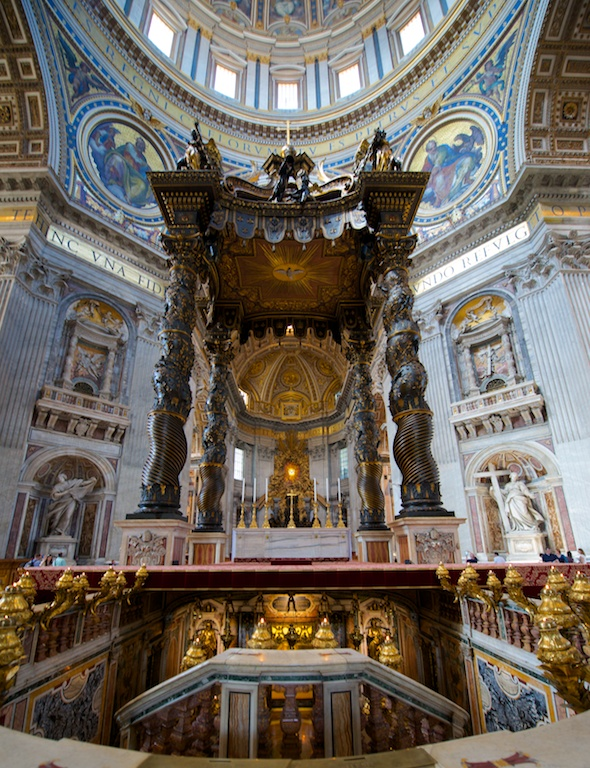
Baldaquino de San Pedro, de Gianlorenzo Bernini, 1623-1634
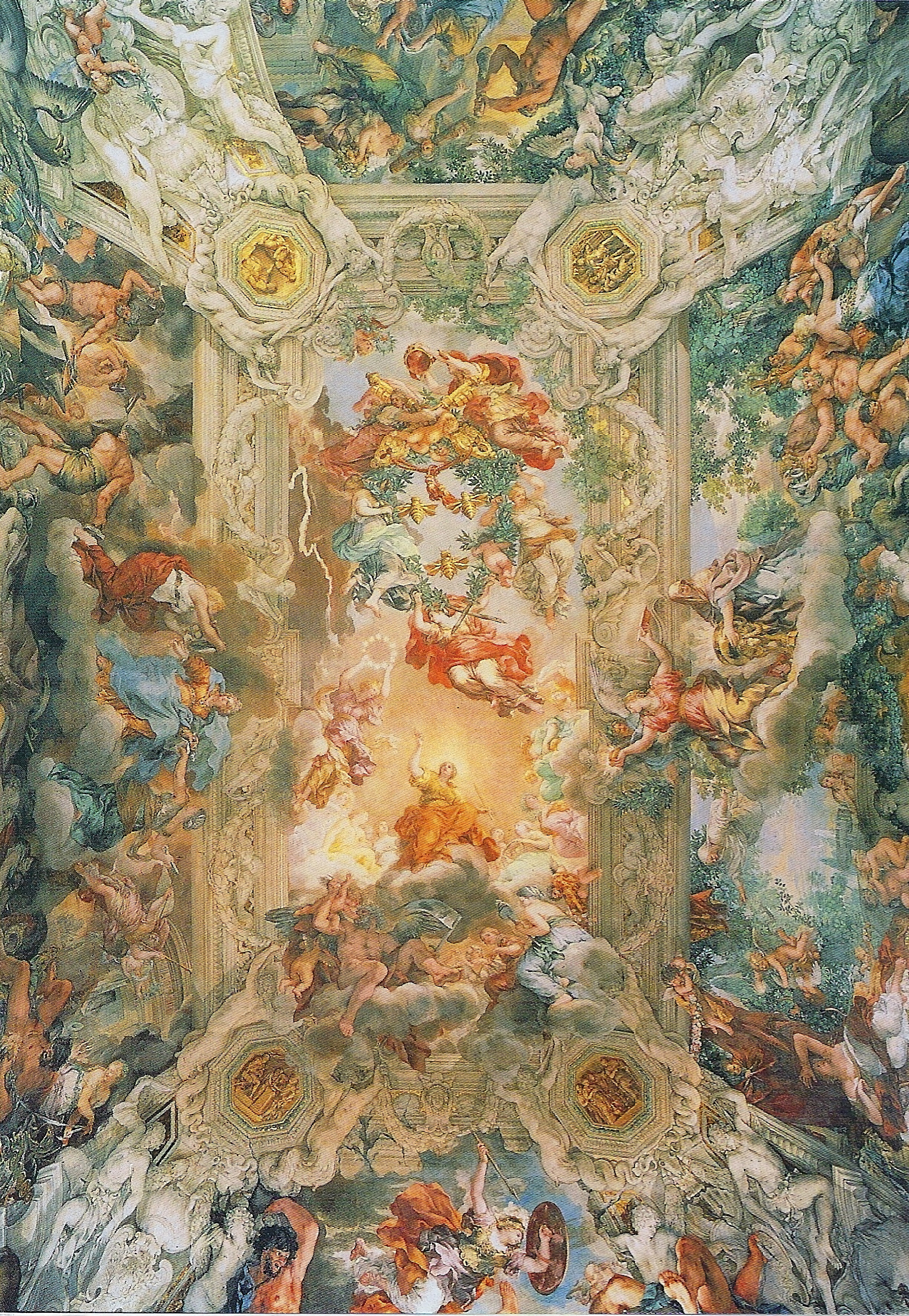
Triunfo de la Divina Providencia y cumplimiento de Sus Fines bajo el pontificado de Urbano VIII, fresco de techo en el Palacio Barberini, de Pietro de Cortona (1633-1639)
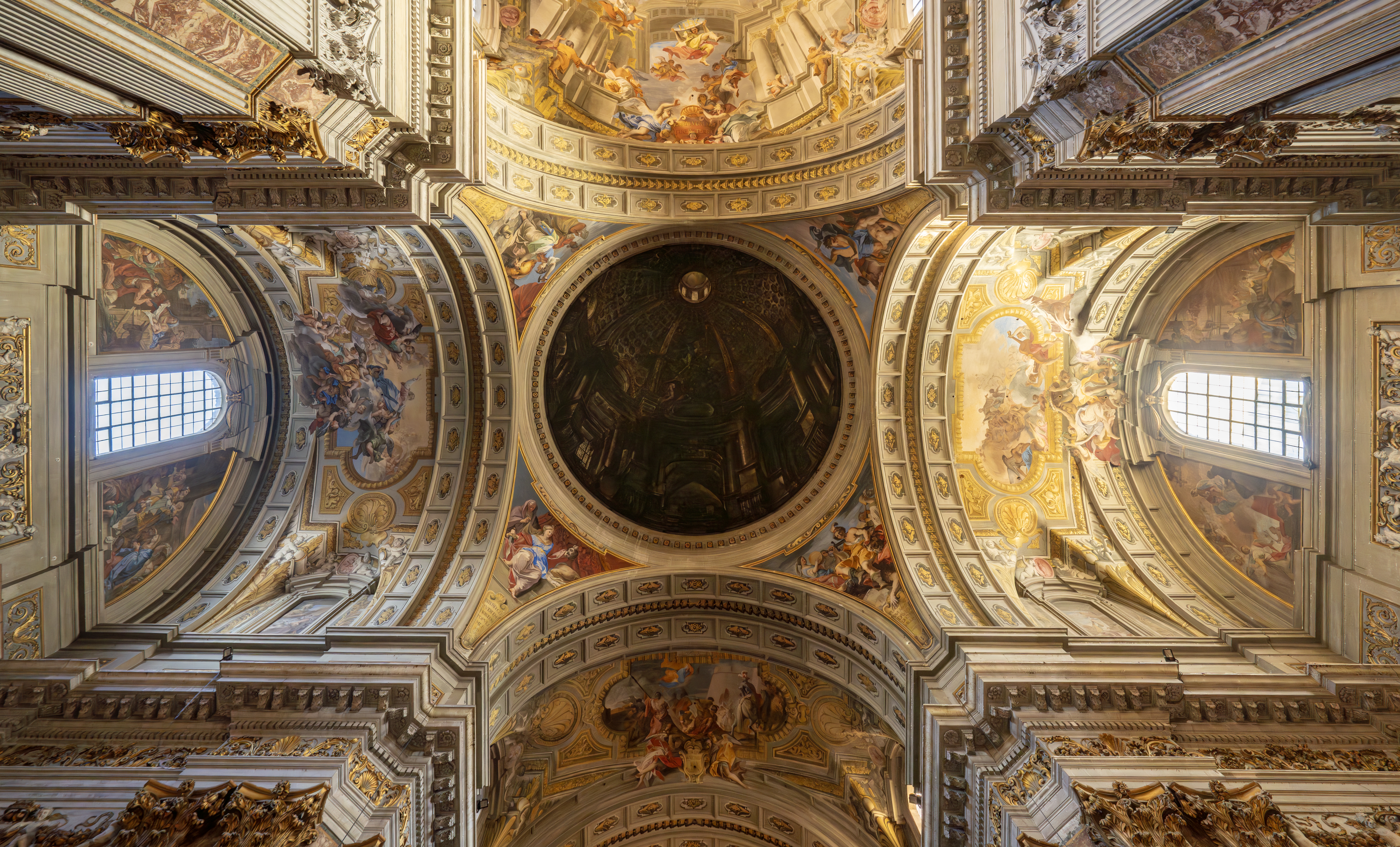
Quadratura de Andrea Pozzo en la iglesia de San Ignacio (Roma), 1685
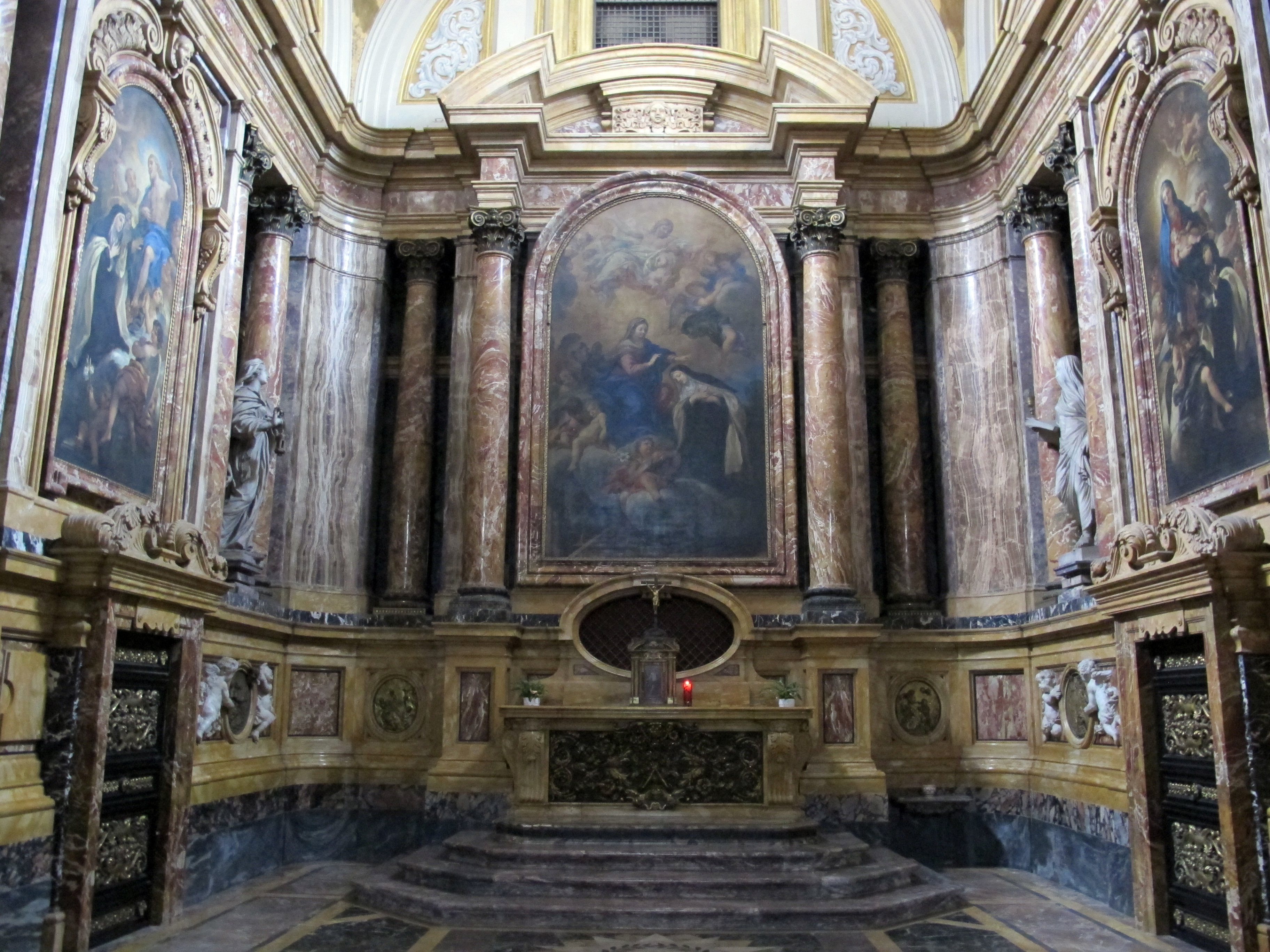
Capilla mayor de Santa Maria Maddalena dei Pazzi[23] (Florencia), un ejemplo de cappella spettacolo ("capilla espectáculo"), proyecto de Ciro Ferri, que también pintó la pala central; las laterales son de Luca Giordano, 1667-1685

La escalera de Longhena para San Giorgio Maggiore en Venecia (1643) es la primera de las grandes escaleras monumentales interiores de Italia, mucho mayor que sus precedentes en Génova (Municipio, 1564 y Università, 1623) y Florencia (la escalera de la Biblioteca Laurenziana de Miguel Ángel, 1524 -terminada décadas más tarde-); y es a su vez el precedente de la gran arquitectura escenográfica en los hall de escalera al norte de los Alpes.

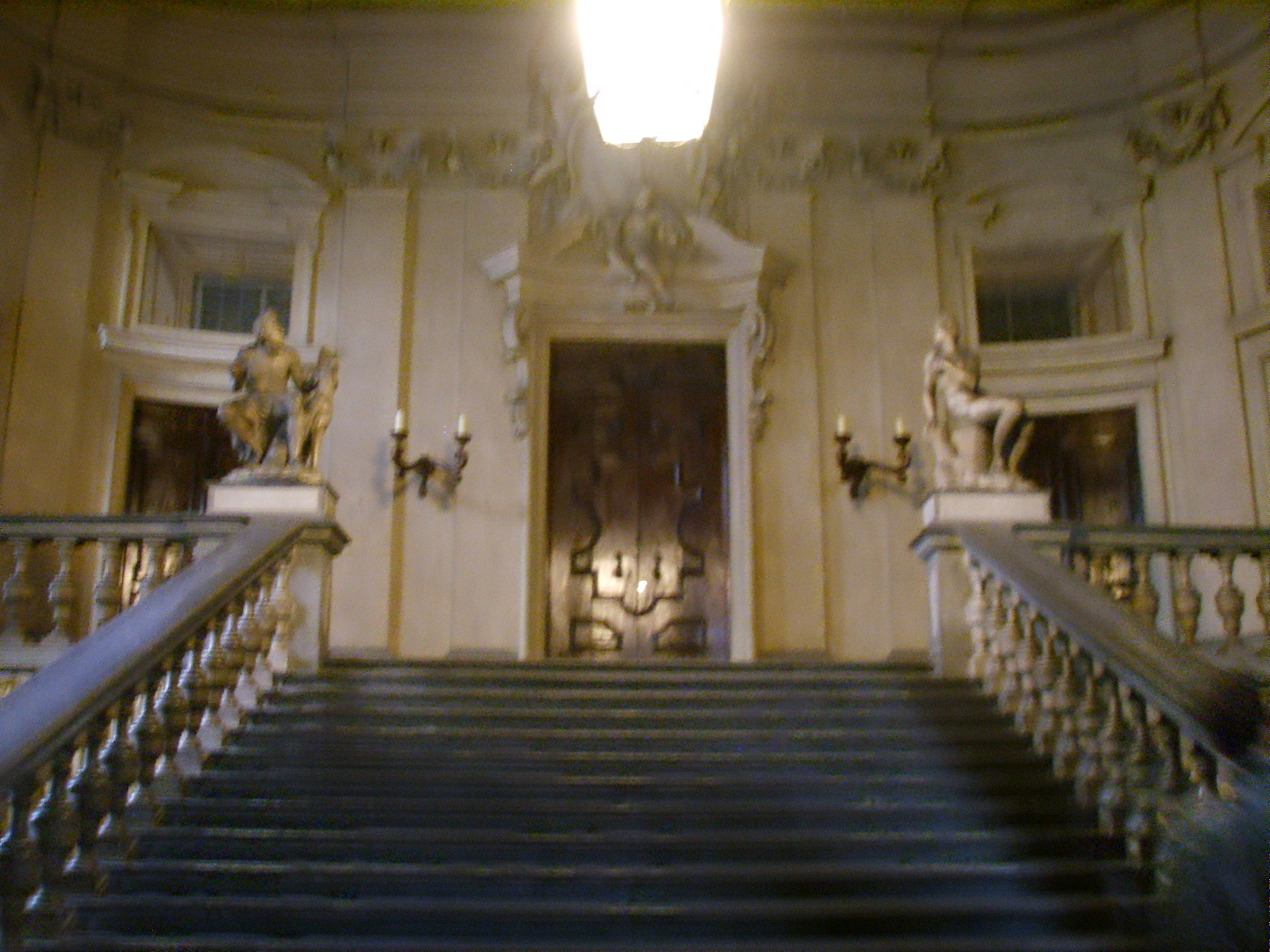
Palazzo Corsini (Florencia).
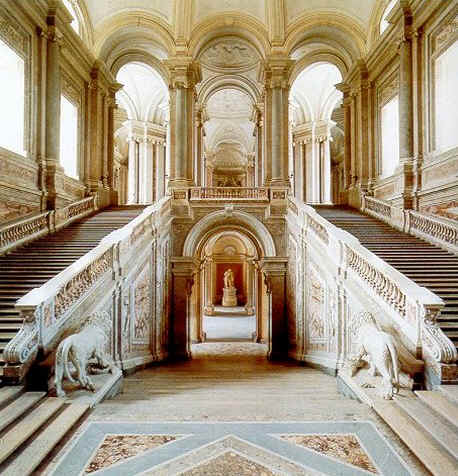
Palacio de Caserta (Nápoles).
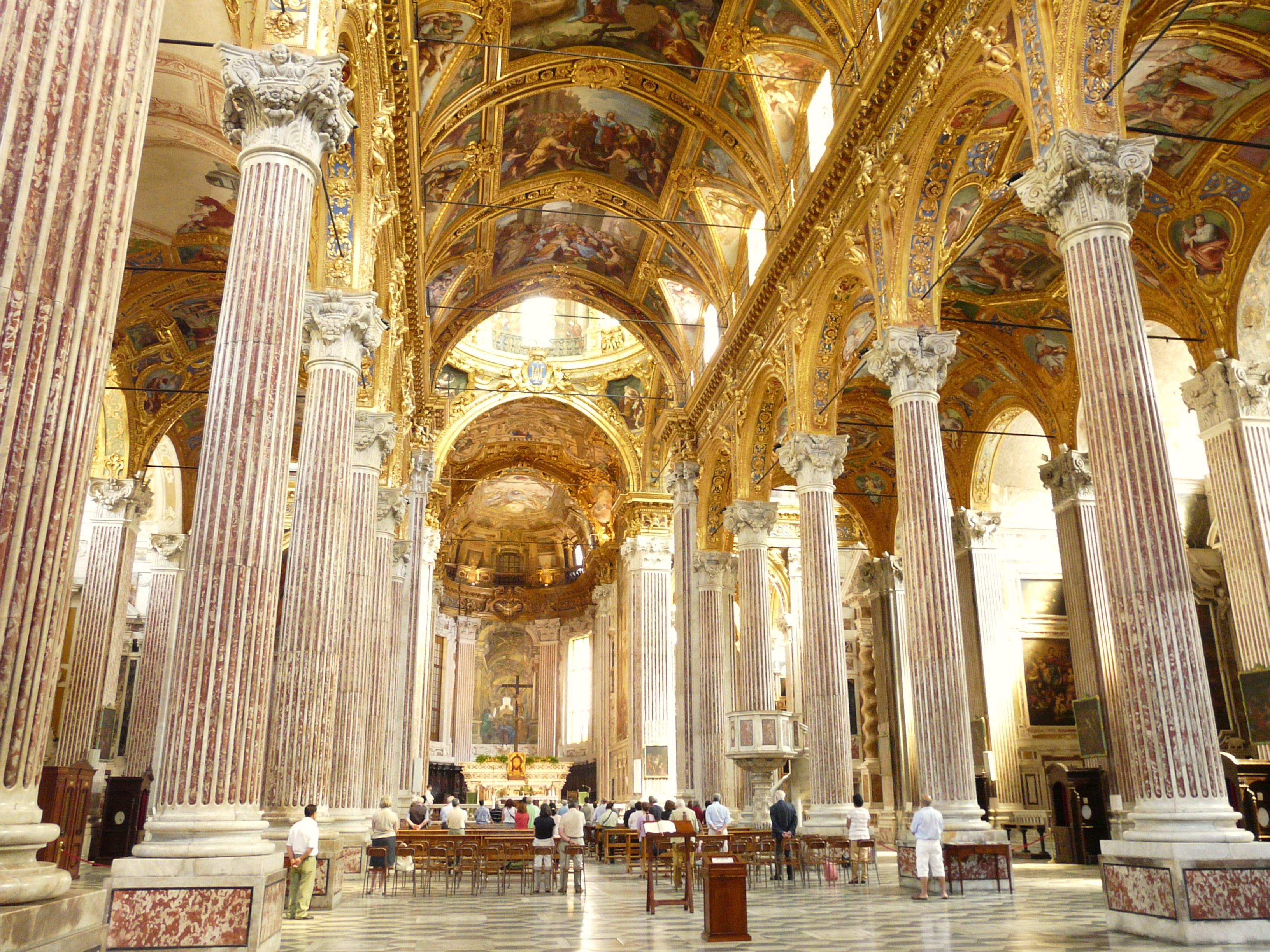
Basilica della Santissima Annunziata del Vastato[48] (Génova).
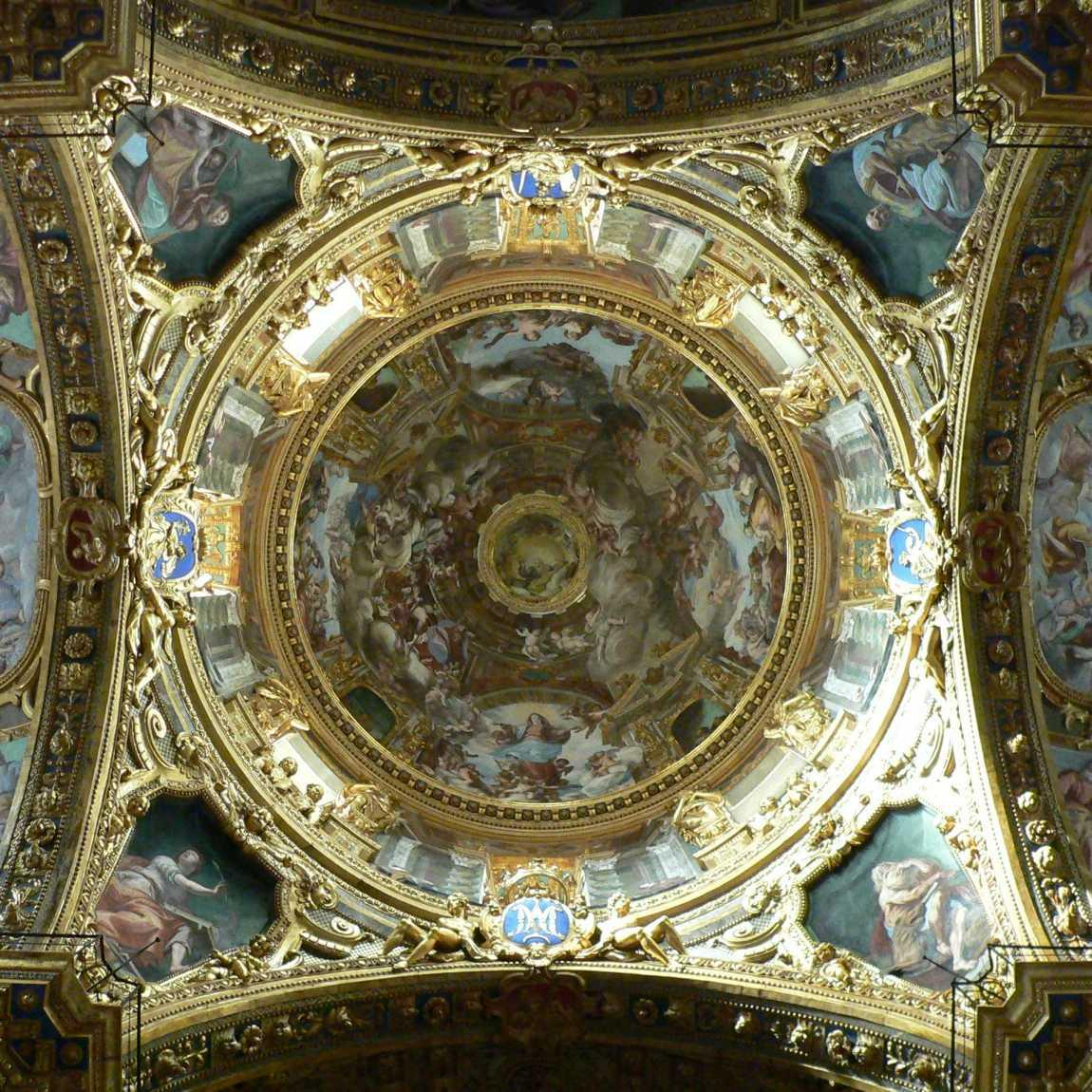
Cúpula de la Annunziata.
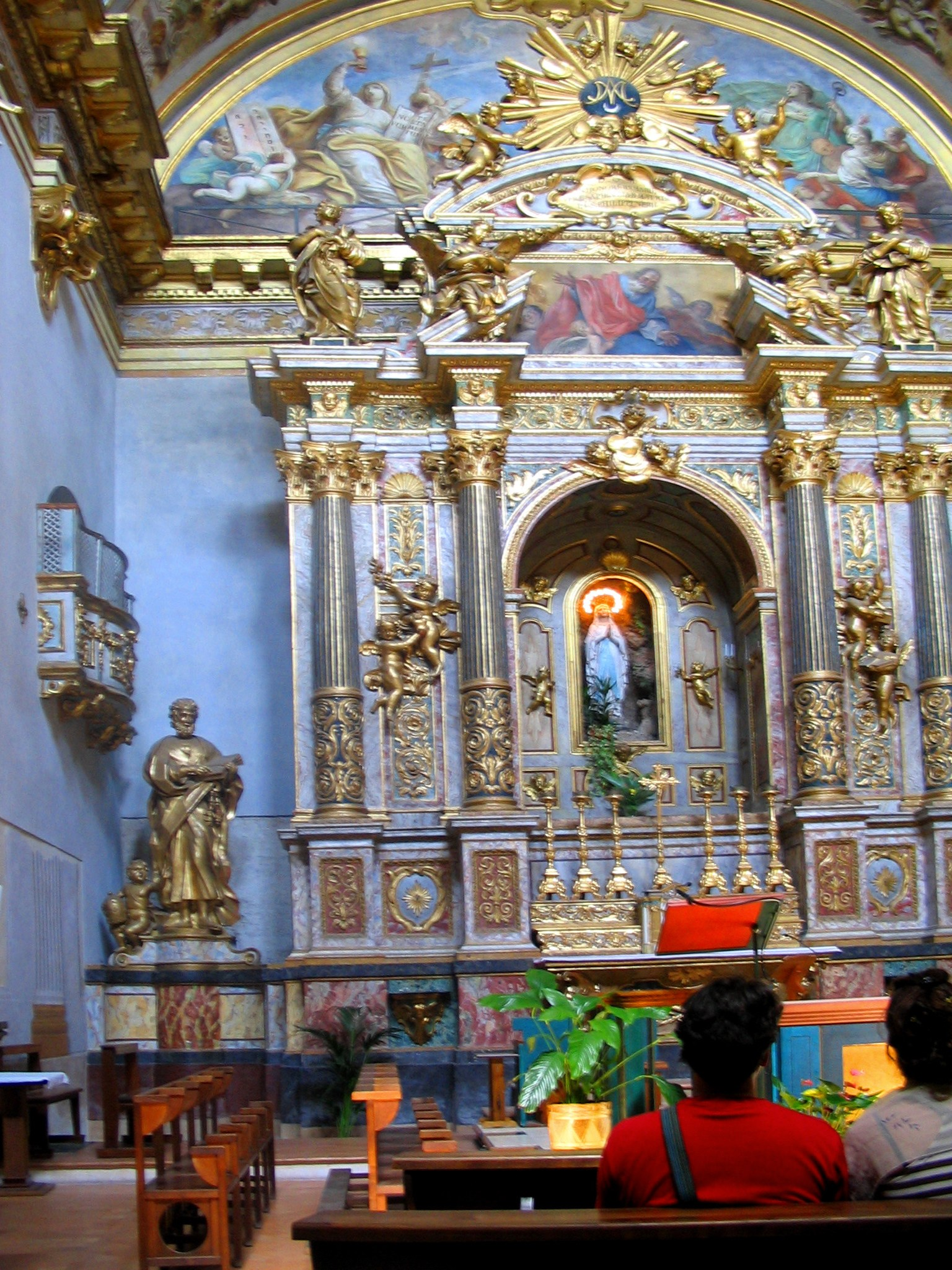
Iglesia de Santa Maria sopra Minerva[49] (Asís).
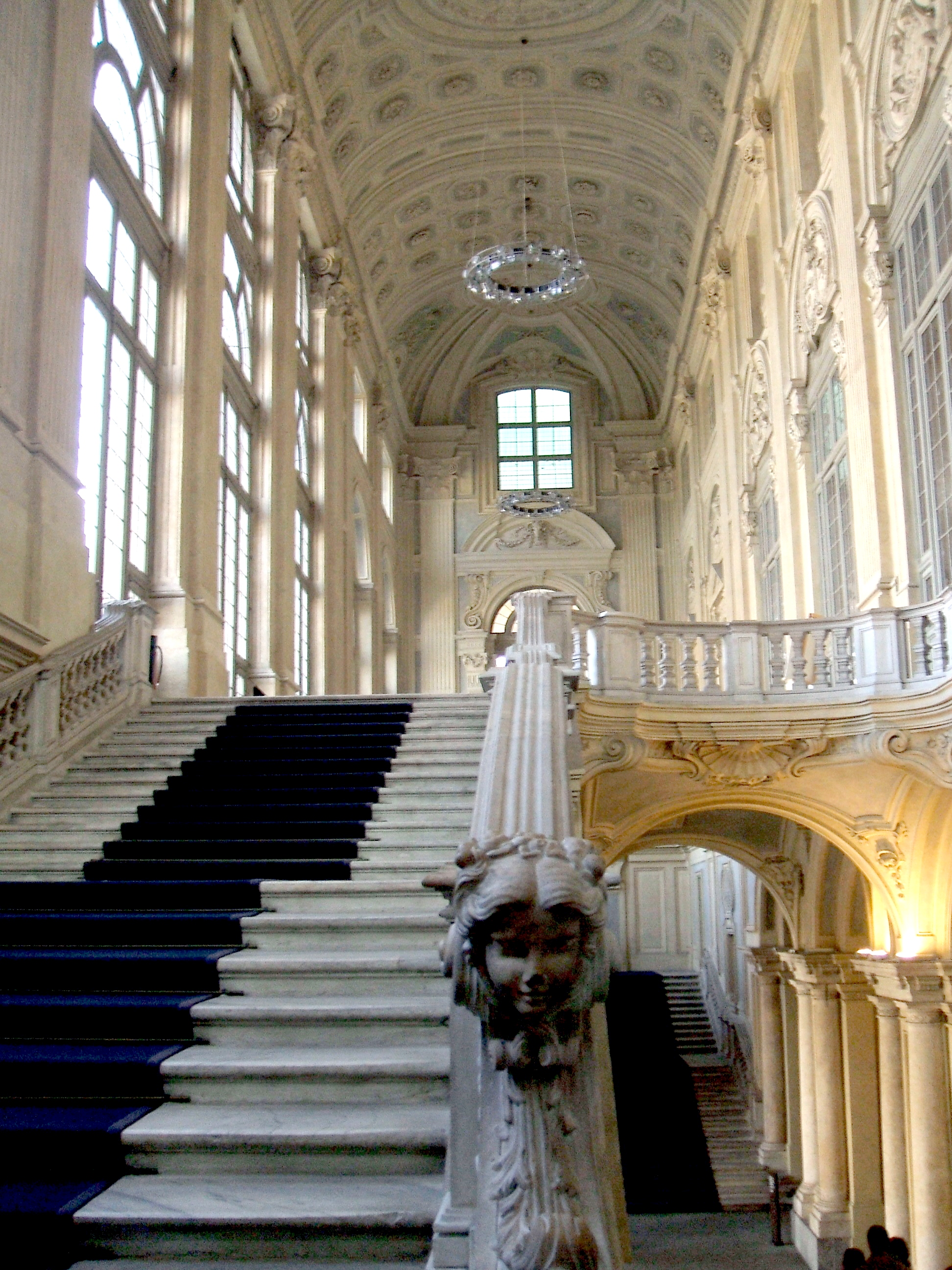
Palazzo Madama (Turín).
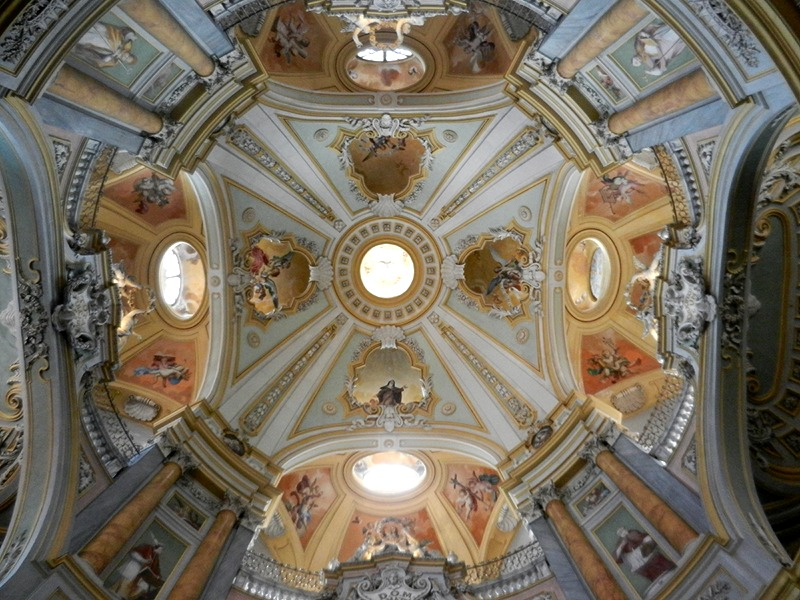
Cúpula de Santa Chiara (Bra), de Bernardo Antonio Vittone, 1742.
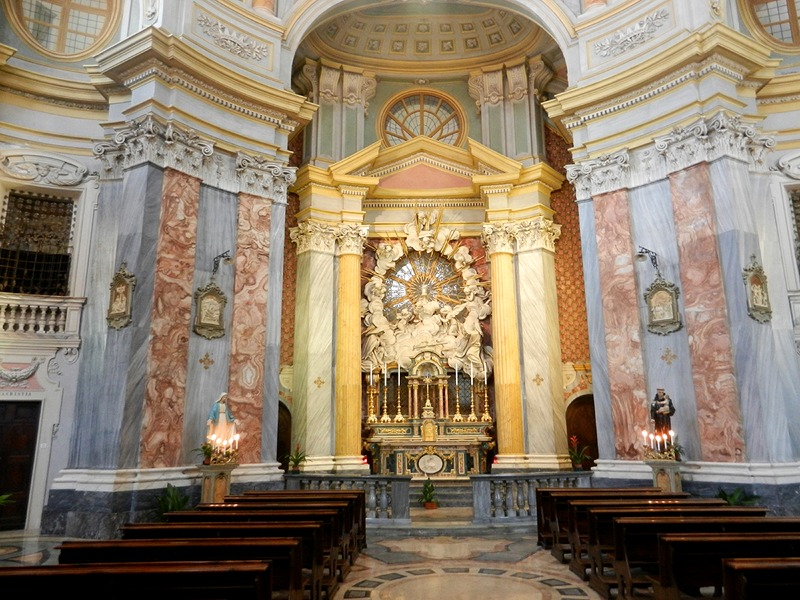
Altar de Santa Chiara.
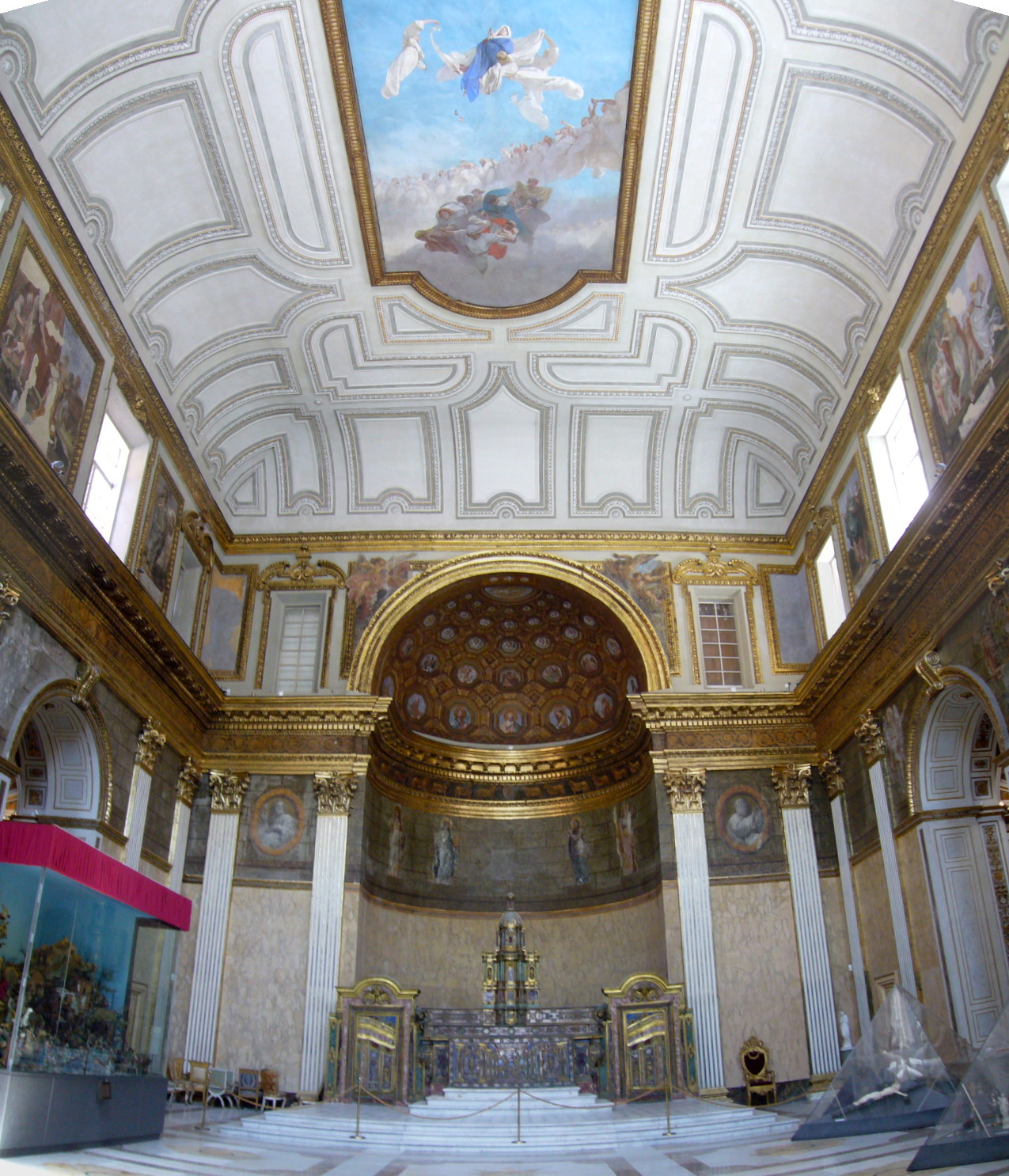
Palacio Real de Nápoles.
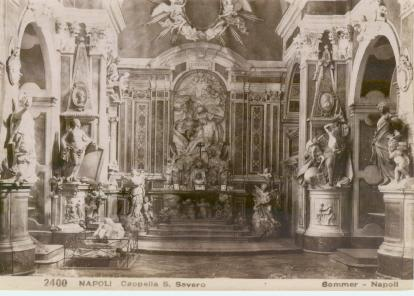
Conjunto de la Capilla de Sansevero (Nápoles).
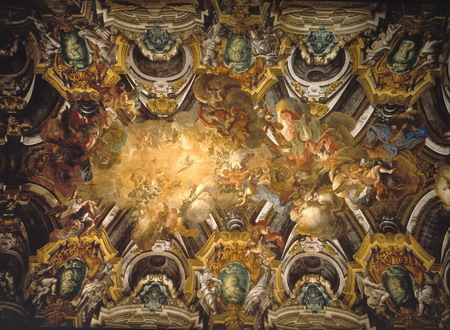
Fresco de la bóveda de la Capilla de Sansevero, de Francesco Maria Russo,[51] 1749.

### Artes suntuarias y decorativas

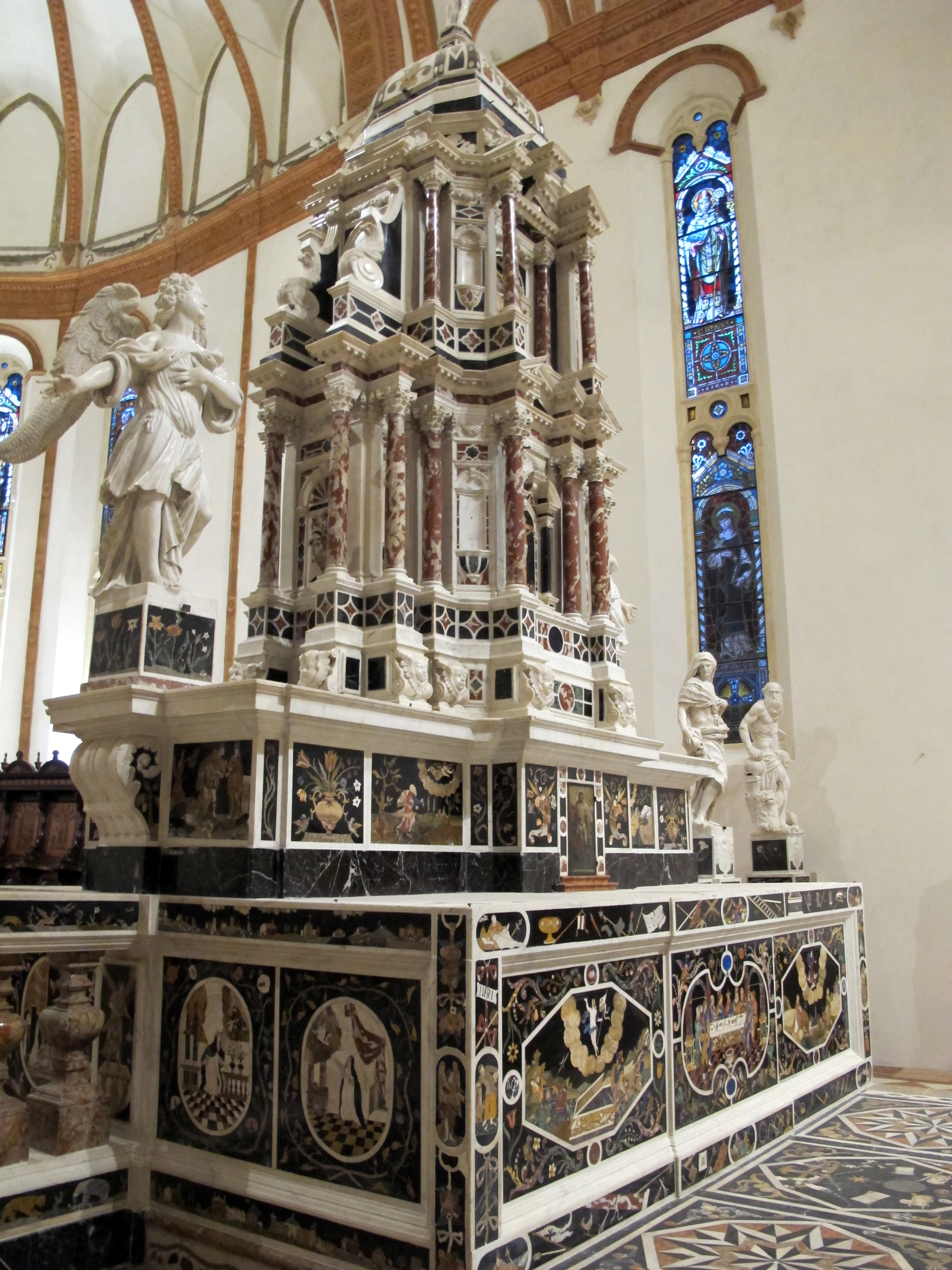
Altar mayor de la iglesia de Santa Corona[54] (Vicenza), de Domenico Corbarelli
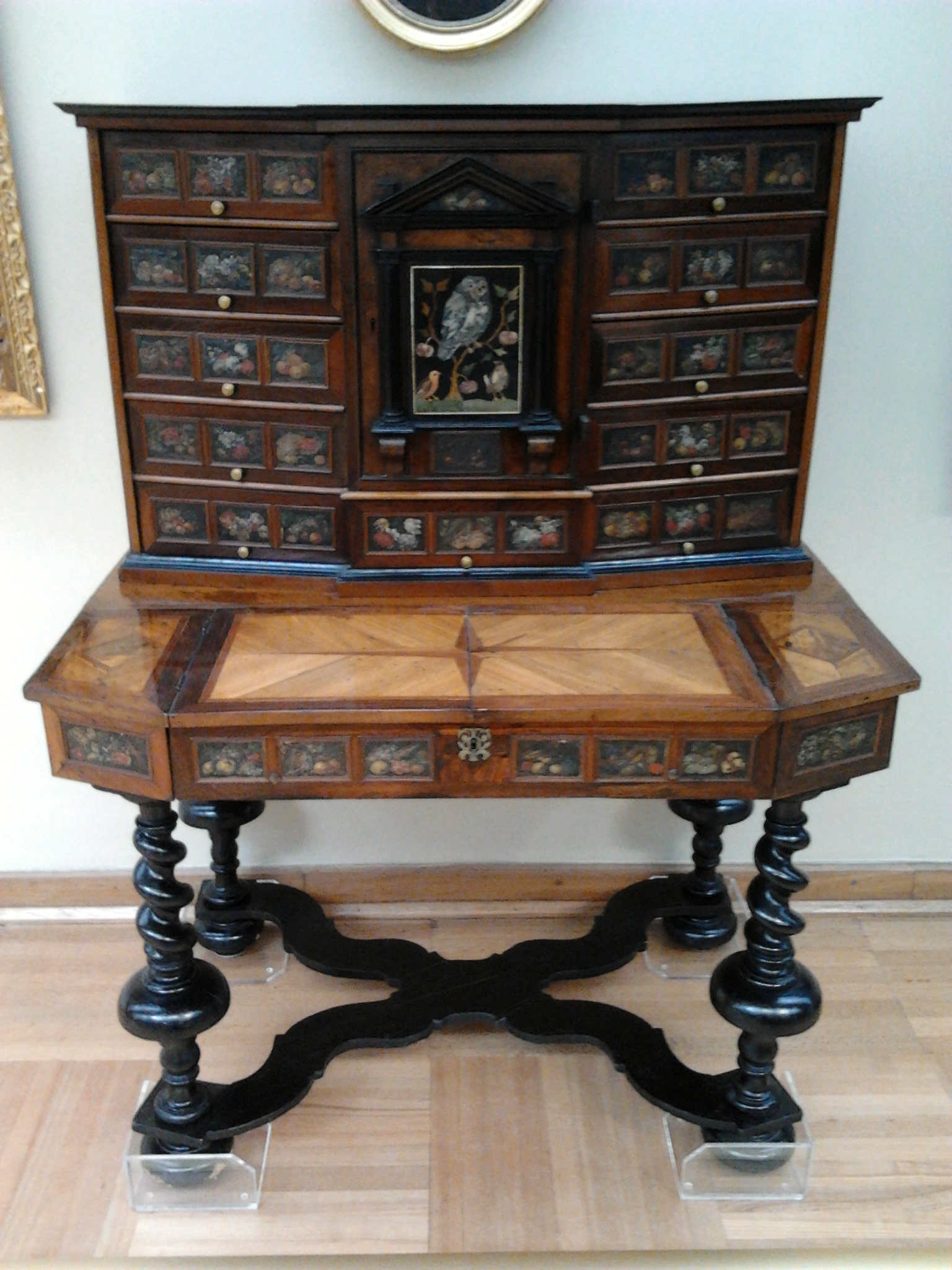
Cabinet florentino exportado a Polonia, tercer cuarto del siglo XVII